# UGM-133 Trident II D-5
UGM-133 Trident II D-5 – amerykański trzystopniowy pocisk balistyczny SLBM na paliwo stałe o zakresie zasięgu operacyjnego 2500 do 11 000 km. Pocisk ten jest jedynym obecnie typem SLBM na wyposażeniu okrętów podwodnych Stanów Zjednoczonych. Przenoszone przez okręty amerykańskie typu Ohio oraz brytyjskie jednostki typu Vanguard pociski D-5, naprowadzane są w locie systemami bezwładnościowo-astronawigacyjnymi, które zapewniają im celność z marginesem błędu CEP wynoszącym 90–120 metrów. Mimo że Trident II mogą przenosić do czternastu głowic, przenoszą aktualnie jedynie do ośmiu MIRV z ładunkami termonuklearnymi o mocy 100 albo 475 kiloton.

## Geneza

### Strat-X
Geneza systemu rakietowego Trident sięga początku lat 60. XX wieku, kiedy – w myśl amerykańskich ocen – rozwój radzieckiego potencjału ofensywnego i defensywnego zachwiał amerykańskimi szansami przetrwania pierwszego uderzenia jądrowego i możliwości dokonania skutecznej odpowiedzi. Na oceny te wpływ miał zarówno rozwój radzieckiej obrony antybalistycznej (ABM) i sił zwalczania okrętów podwodnych (ZOP), jak też radziecki postęp technologiczny w zakresie systemów naprowadzania pocisków balistycznych i technologii wielogłowicowych.

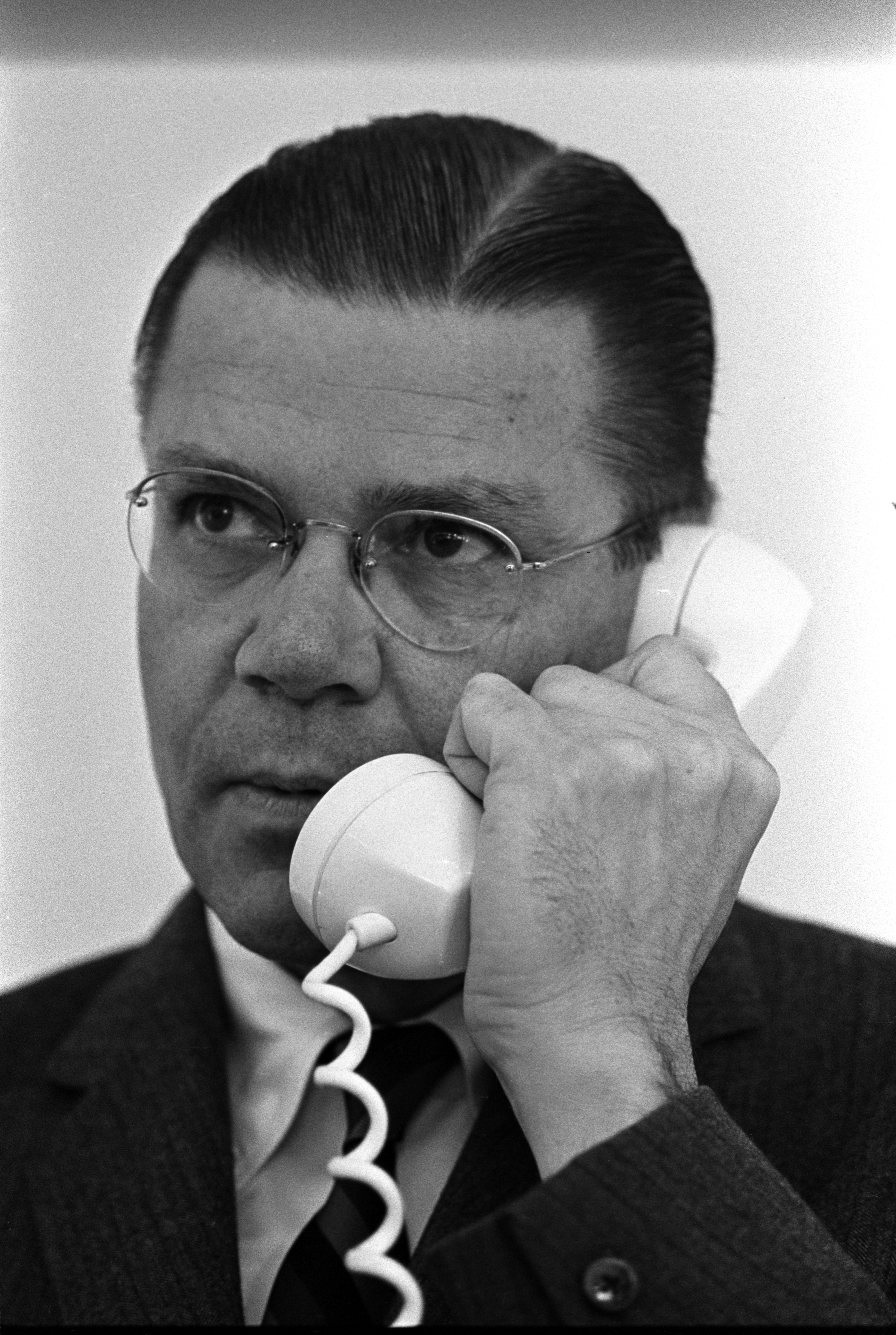
sekretarz obrony Robert McNamara

W tym samym czasie marynarka wojenna Stanów Zjednoczonych rozwijała program naukowo-badawczy systemu rakietowego SLBM Poseidon C-3, siły powietrzne USA promowały zaś program ogromnego ICBM oznaczonego WS-120A. W poczynaniach amerykańskich tego okresu dało się jednak zauważyć brak koordynacji pomiędzy różnymi formacjami sił zbrojnych w zakresie rozwoju broni strategicznych. W celu zaradzenia wszystkim tym problemom sekretarz obrony Robert McNamara zarządził w roku 1966 przeprowadzenie studiów pod kryptonimem Strat-X, których zadaniem było określenie możliwych alternatyw przeciwdziałania sowieckiemu systemowi ABM i zwiększenie możliwości przetrwania radzieckiego pierwszego uderzenia atomowego przez siły jądrowe Stanów Zjednoczonych. W pracach Strat-X uczestniczyli oficerowie United States Navy i United States Air Force oraz cywilni naukowcy i inżynierowie. Strat-X skupił się na rozważeniu około 125 alternatywnych projektów rakietowych, przy czym jedynie dwa z nich oparte były na systemach morskich. W tym ostatnim zakresie rozważano zarówno przenoszenie pocisków balistycznych przez okręty nawodne, jak też przez nowy typ okrętu podwodnego – określanego w ramach tych studiów jako suboption. Alternatywa ta oparta była na nowych pociskach Poseidon, przenoszonych przez 31 dotychczasowych okrętów Polaris i 20 do 25 okrętów nowego typu. W ostatecznych wnioskach Strat-X proponowano utworzenie czterech nowych systemów rakietowych:
- nowy system ICBM w utwardzonych silosach;
- nowy mobilny system ICBM;
- okrętowy system rakietowy dalekiego zasięgu (Ship-based Long-range Missile System – SLMS)[b];
- podwodny system rakietowy (Undersea Long-range Missile System – ULMS) o zasięgu 11 000 km[3].

Niezgodnie z żądaniem sekretarza obrony Strat-X zaproponował – zamiast najlepszego systemu strategicznego – zestaw opcji lądowych i morskich. Ostatecznie jedynym możliwym wówczas do zastosowania rozwiązaniem okazał się ULMS. W ramach Strat-X rozważano pocisk o długości 15,2 m i średnicy 2 metrów – znacząco większy od dotychczasowego pocisku programu Poseidon. Koncepcja użycia tak dużego pocisku prowadziła do wstępnej wizji okrętu ULMS o wyporności na powierzchni 8240 t i długości 135 m. Dwadzieścia cztery pociski przenoszone miały być w pozycji poziomej (a nie pionowej) w ochronnych kapsułach na zewnątrz kadłuba sztywnego, mogły być uwalniane z okrętu przy każdej możliwej do osiągnięcia przezeń prędkości i głębokości zanurzenia. W celu uniknięcia ujawnienia pozycji okrętu przez rekonstruowaną wstecz trajektorię pocisku, samo odpalenie następować miało z opóźnieniem, co miało w wielkim stopniu zwiększyć szanse przetrwania okrętu. Okręt ULMS miał mieć napęd jądrowy, dysponując przy tym stosunkowo niewielką, nieprzekraczającą 25 węzłów prędkością. Ograniczenie prędkości spowodowane było założeniem, iż większa prędkość oznacza zwiększenie poziomu szumów okrętu, a co za tym idzie – ryzyka wykrycia w sytuacji, gdy wielki okręt balistyczny (SSBN) i tak nie wyprzedzi radzieckiego okrętu myśliwskiego (SSN).

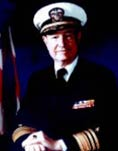
kadm. Levering Smith

W lipcu 1968 roku Special Projects Office (SPO), które zarządzało wcześniejszymi programami Polaris i Poseidon, przemianowano na Strategic Systems Project Office (SSPO), zaś na jego czele stanął kontradmirał Levering Smith, który nie miał do tej pory doświadczenia w zakresie systemów podwodnych. On też podjął decyzję o rezygnacji z nowatorskiego systemu poziomego ulokowania pocisku. Z czasem jednak SSPO traciło stopniowo wpływ na program ULMS. W związku z zabiegami admirała Hymana Rickovera, Dowództwo Operacji Morskich US Navy utworzyło odrębne biuro projektu ULMS, na którego czele stanął kontradmirał Harvey E. Lyon – oficer okrętów podwodnych, natomiast kierowanemu przez kadm. Smitha SSPO pozostawiono kontrolę nad programem systemu rakietowego nowego okrętu.
Kiedy przygotowano projekt okrętów ULMS i rozpoczynano budowę pierwszych jednostek, program konstrukcyjny przeznaczonych dla nich pocisków nie został jeszcze ukończony. Co gorsza, przewidywano, iż zajmie to jeszcze wiele lat. W tej sytuacji odpowiedzialne za ten program biuro, Strategic Systems Project Office (SSPO), zaproponowało tymczasową alternatywę dla tego pocisku w postaci opartego na konstrukcji Poseidona C-3 pocisku zwanego EXPO (Extended Range Poseidon) lub C3D. Dwa pierwsze stopnie trzystopniowego EXPO były w istocie stopniami Poseidona, sam zaś pocisk pod nazwą UGM-93A Trident I C-4, wszedł tymczasowo do służby na pierwszych ośmiu okrętach ULMS – przemianowanych w międzyczasie na typ Trident – oraz dwunastu okrętach starszych typów Polaris – Poseidon.

### Program doskonalenia celności
Zgodnie z wnioskami Strat-X oryginalny ULMS miał dysponować zasięgiem 6000 mil morskich. W późnych latach 60. i wczesnych 70. duży zasięg pocisku nie budził żadnych kontrowersji, jednak w miarę rozwoju programu nacisk przeniesiono ze zwiększania zasięgu na ulepszanie celności – atrybutu, który dla wielu nie był wcześniej specjalnie istotny, przez innych zaś uważany był nawet za destabilizujący.

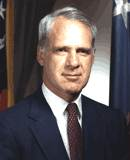
Sekretarz obrony James Schlesinger

W latach 60. XX wieku istniejące jeszcze wówczas SPO opierało się naciskom na zwiększanie celności pocisków amerykańskiego systemu FBM. Kolejne żądania biur Sekretarza Obrony (DoD) oraz Szefa Operacji Morskich spotykały się z odpowiedziami odmownymi, na które – w związku z dotychczasowymi osiągnięciami SPO – admirał Smith mógł sobie pozwolić. SPO było co prawda w stanie podjąć się prac nad zwiększeniem celności, jednakże stan ówczesnej wiedzy na temat zagadnień związanych z celnością pocisku balistycznego nie był jeszcze wystarczający dla spełnienia oczekiwań w tym zakresie. Po otrzymaniu w 1972 roku żądania wystosowanego przez ówczesnego szefa operacji morskich (CNO) admirała Elma Zumwalta dyrektor SSPO Lavering Smith szacował, że spełnienie wymagań CNO w zakresie ulepszenia celności FBM będzie wymagało nakładów rzędu 1,5 mld dolarów. Szacunek ten doprowadził następnie do złożenia przez SSPO w Laboratorium Fizyki Stosowanej Uniwersytetu Johnsa Hopkinsa zamówienia na określenie dróg do ustalenia dokładnych modeli błędów, umożliwiających lepsze zrozumienie rezultatów testów systemu FBM. Już rok później, nowy sekretarz obrony USA James Schlesinger zażądał od szefa operacji morskich prezentacji możliwych ulepszeń celności strategicznych systemów morskich. W latach 1972–1973 dokonano przeglądu strategii nuklearnej Stanów Zjednoczonych. Wnioski z tego przeglądu, przedstawione w dokumencie podpisanym w styczniu 1974 r. przez prezydenta Richarda Nixona, znanym jako National Security Decision Memorandum 242 (NSDM 242), prowadziły do zmiany dotychczasowej polityki gwarantowanej destrukcji. De facto, już w latach 60. Single Integrated Operational Plan zezwalał na kilka opcji ograniczonych uderzeń jądrowych. NSDM 242 poszedł jednak w tym zakresie dalej, zezwalając na kilka wcześniej określonych opcji uderzeń jądrowych na cele militarne, o niewielkiej skali. Mimo iż Schlesinger twierdził, że cele określone elastycznym NSDM 242 możliwe są do osiągnięcia przy pomocy istniejącego arsenału nuklearnego, uważał lepszą celność za pożądaną. Doprowadziło to do serii osobistych spotkań sekretarza obrony z admirałem Smithem, w trakcie których powstała koncepcja programu ulepszenia celności, który rozwinął się później w program o nazwie „Improved Accuracy Programme” (IAP). Jak stwierdził sekretarz obrony w swoim oświadczeniu z 4 marca 1974 roku:

Planowaliśmy rozpocząć zaawansowany program który określi naszą zdolność do ulepszenia celności systemów SLBM i, jeśli jego wyniki zostaną zaimplementowane, doprowadzą do ulepszenia celności w przyszłości.

 Mimo takiego stanowiska DoD, SSPO wciąż unikało przyjęcia ścisłych wymagań dla ulepszenia celności pocisków Trident I, niemniej jednak oddało się programowi obejmującemu trzy rozległe gałęzie rozwoju: modeli analitycznych błędów celności, instrumentarium i komponentów. W styczniu 1975 roku SSPO otrzymała od Dyrektora podlegającego Pentagonowi Defense Research & Engineering zalecenie dostosowania programu do przyjęcia dodatkowych funduszy finansowych z przeznaczeniem na program rozwoju celności pocisków Trident II, natomiast IAP pocisku Trident I prowadzony miał być jedynie w wypadku stwierdzenia finansowej opłacalności w tym zakresie.
Ważną częścią IAP był rozwój instrumentów zapewniających pozyskanie większej ilości informacji na temat źródeł błędów celności w sferze pozycji i prędkości okrętu podwodnego przez odpaleniem pocisku, jak też po jego starcie. Referencyjny system prędkości i pozycji (Velocity and Position Reference System – VPRS) stanowią umieszczone w oceanie dla celów testowych transpondery, które zapewniają precyzyjne dane o prędkości i pozycji okrętu podwodnego w trakcie odpalenia pocisku. W celu określenia pozycji i prędkości pocisku w trakcie lotu zmodyfikowano znajdujący się w pobliżu pola testowego na Florydzie radar, który uzupełniono o satelitarny system śledzenia znany jako SATRACK. SATRACK, powstały na bazie satelitów Navstar Global Positioning System, gotowy był do wypełniania misji testowej względem pocisków SLBM w połowie 1978 roku, w momencie wejścia pocisków Trident I do decydującej fazy testów przeprowadzanych z przylądka Canaveral i z zanurzonych okrętów SSBN rozpoczynających się w 1979 roku. Obok VPRS i SATRACK-a dla celów testowych programu IAP opracowano także systemy telemetryczne, raportujące o prędkościach i orientacji pocisków oraz systemy raportujące o rezultatach nawigacji i korekcji gwiezdnej (stellar sightning). Dodatkowo niektóre „pojazdy powrotne” (reentry bodies) głowic wyposażono w bezwładnościowe systemy sensoryczne zapewniające informacje telemetryczne o przyspieszeniach głowicy w momencie uwolnienia przez post-buster, a także podczas powrotu i przechodzenia przez warstwy atmosfery. Oprzyrządowanie na etapie finalnym stanowią systemy lokalizacji pocisku MILS (Missile Locating System) oraz SMILS (Sonobuoy-MILS) – akustyczne systemy zapewniające informacje o miejscu uderzenia (trafienia) głowicy.
| System gromadzenia danych      | Typ danych                                                                                     | Faza                                 | Oceniana sfera błędów celności |
| ------------------------------ | ---------------------------------------------------------------------------------------------- | ------------------------------------ | --- |
| LONARS                         | Pozycja okrętu SSBN                                                                            | Patrol, przedstartowa                | Błędy nawigacji, skombinowane błędy systemu w trakcie startu                                                                         |
| VPRS                           | Pozycja okrętu SSBN i jego prędkość                                                            | Patrol, przedstartowa                | Błędy nawigacji, skombinowane błędy systemu w trakcie startu                                                                         |
| Zapis danych w systemie okrętu | Nawigacja, kontrola ognia, przedstartowe dane wyjściowe naprowadzania                          | Patrol, przedstartowa                | Błędy nawigacji, błędy systemu kontroli ognia (wyrównanie, wzniesienie), wcześniejsze błędy, błędy systemu w trakcie startu          |
| SATRACK                        | Zasięg i efekty Dopplera w relacji z satelitami GPS                                            | startowa, post-startowa              | Błędy systemu w trakcie startu, błędy naprowadzania                                                                                  |
| Telemetria pocisku w locie     | Naprowadzanie i dane wyjściowe kontroli lotu                                                   | startowa, post-startowa              | Błędy naprowadzania, błędy systemu naprowadzania gwiezdnego (star-sighting), błędy systemu w trakcie rozmieszczania głowic           |
| Telemetria z reentry vehicle   | Przyspieszenia oraz orientacja głowicy balistycznej, śledzenie radarowe w trakcie fazy reentry | post-startowa, rozmieszczenie głowic | Błędy prędkości rozmieszczenia głowic, błędy w trakcie wchodzenia w atmosferę, błędy systemu w trakcie przechodzenia przez atmosferę |
| SMILS lub MILS                 | Lokacja uderzenia                                                                              | Uderzenie w cel                      | Błąd celności systemu w miejscu uderzenia                                                                                            |

W ramach IAP rozważano trzy drogi zwiększenia celności pocisku. Pierwsza czerpała ze wzrastających możliwości satelitarnych systemów nawigacyjnych jak GPS, które dzięki możliwości umieszczenia transponderów na pocisku oferują bardzo dobry wskaźnik celności. Ten system jest jednak podatny na zwalczanie przez przeciwnika – zarówno operacyjne w trakcie wojny nuklearnej, jak też w warstwie politycznej, w trakcie starań o zapewnienie środków finansowych. Drugim sposobem zwiększenia celności mogło być wprowadzenie naprowadzania terminalnego głowicy, z wykorzystaniem metod rozpoznania elektromagnetycznego – celem finalnej korekcji błędów celności w rejonie celu. Metoda ta może potencjalnie zapewniać najwyższy poziom celności, jednakże podobnie jak naprowadzanie satelitarne podatna jest na środki obronne przeciwnika. Nie bez znaczenia w rezygnacji z tej metody był fakt, iż oparta była na najnowszych w tamtym czasie technologiach, wynikających z najświeższych spośród wszystkich trzech metod, odkryć naukowych. Ponadto jej stosowanie wymagałoby prób, w których lot głowicy odbywałby się nad lądem – niezgodnie z przyjętą w USA praktyką przeprowadzania testów głównie nad oceanem. Ewentualność taka była nie do przyjęcia dla Stanów Zjednoczonych ze względów politycznych i społecznych. Trzecim rozwiązaniem był dalszy rozwój systemów naprowadzania astronawigacyjnego (gwiezdnego, stellar guidance) i bezwładnościowego, zastosowanych w pocisku Trident I C-4. Zwiększenie celności pocisków osiąganej na maksymalnym dostępnym dla nich dystansie 6000 mil morskich (11 000 km) wymagało zwiększenia dokładności praktycznie na każdym poziomie systemu, począwszy od nawigacji, przez system kontroli ognia, naprowadzania, geodezję itp. W trakcie prac nad tymi zagadnieniami najpoważniejsze przyczyny błędów celności zidentyfikowano w kwestiach związanych z prędkością okrętu podwodnego oraz w systemach nawigacji gwiezdnej.
Improved Accuracy Programme trwał od 1974 do 1982 roku i pochłonął przez ten czas 600 milionów dolarów. Większość z tych środków przeznaczono na rozwój zaawansowanej technologii systemu naprowadzania gwiezdno-bezwładnościowego – w dużej mierze przez ulepszenie technik i komponentów używanych przez układ naprowadzania Mk 5 pocisku Trident I. Mimo iż ostatecznie zarzucono ideę ulepszania celności systemu Trident I C-4, program ten doprowadził SSPO do przekonania, iż możliwe jest osiągnięcie daleko lepszych parametrów celności pocisków balistycznych nowej generacji, niż właściwości w tym zakresie dotychczasowych systemów SLBM.

## Konstrukcja

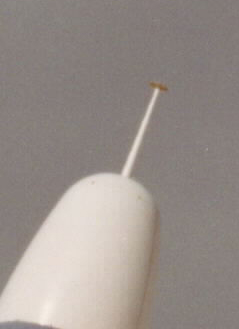
Analogiczna do Trident II szpica teleskopowa w nasadzie czołowej Trident I w locie

Jak stwierdzono, mimo napotkanych w trakcie programu konstrukcyjnego problemów zaprojektowano najlepszy pocisk balistyczny dalekiego zasięgu w całym arsenale jądrowym Stanów Zjednoczonych, a pod względem niektórych parametrów (np. celność CEP: 90–120 m) lepszy, niż jakikolwiek współcześnie istniejący pocisk międzykontynentalny w służbie operacyjnej. Przy maksymalnym zasięgu przekraczającym 6000 mil morskich, D-5 dysponuje lepszą celnością niż pociski programu Polaris–Poseidon na dystansie 2000 Mm. Trident II jest znacząco większy od pocisku Trident I z uwagi na zwiększone rozmiary silnika pierwszego stopnia, co zapewnia zarówno większy udźwig, jak też zwiększony zasięg pocisku W jego budowie wykorzystano sztywne grafitowe materiały epoksydowe, których integracja ze strukturą pocisku pozwoliła na zaoszczędzenie wagi, a teleskopowa szpica poprzez kształt zmniejszający o około 50% opory czołowe w atmosferze pozwala na znaczne zwiększenie zasięgu. W połowie lat 70. rozważano wiele alternatywnych opcji napędowych, w tym skopiowania napędu Trident I C-4 z nowym pierwszym stopniem (znana jako opcja C-5), D-5 z silnikiem trzeciego stopnia wystającym ponad głowice (jak w C-4), a także koncepcję „clear deck” przywracającą ideę pocisku dwustopniowego – w celu zapewnienia większej przestrzeni dla ładunku.

### System napędowy

Schemat budowy Trident D-5:
1 – szpica teleskopowa
(złożona wewnątrz silnika)
2 – silnik III stopnia
3 – nasada czołowa
4 – głowice MIRV
5 – owiewka czołowa
6 – sekcja wyposażenia z PBCS
7 – silnik II stopnia w drugiej sekcji
8 – międzysekcja
9 – pierwsza sekcja z silnikiem I stopnia

Trzystopniowy pocisk D-5 zbudowany jest z dwóch sekcji napędowych i owiewki czołowej z wysuwaną po starcie teleskopową szpicą. Między pierwszą a druga sekcją napędową znajduje się łącząca je międzysekcja, druga zaś sekcja połączona jest za pomocą sekcji wyposażenia z owiewką czołową. O ile połączone ze sobą za pomocą międzysekcji pierwszy i drugi stopień napędowy D-5 stanowią pierwszoplanowe elementy struktury pocisku, o tyle trzeci stopień napędowy umieszczony jest wewnątrz sekcji wyposażenia. Sekcja pierwszego stopnia napędowego mieści silnik rakietowy na paliwo stałe, system wektorowania ciągu (Thrust Vector Control – TVC) i komponenty zapłonu pierwszego stopnia. Międzysekcja łącząca sekcje pierwszego i drugiego stopnia zawiera też wyposażenie elektryczne i część wyposażenia bojowego. Druga sekcja napędowa mieści silnik rakietowy drugiego stopnia, system TVC i komponenty służące do zapłonu. Pierwszy stopień napędowy, zapewniający ciąg około 202 600 funtów (892,405 kN), ma 7,92 metra długości i 2,13 metra szerokości oraz masę 29 483,5 kg. Drugi stopień ma 2,43 metra długości i 2,13 metra szerokości oraz masę 8 618,25 kg. Trzeci człon napędowy ma 3,04 metra długości i 0,76 metra średnicy oraz masę 1905 kg. Każdy stopień napędowy wyposażono w ruchomą dyszę kierującą wektor ciągu, sterowaną za pomocą wytwarzanego w odpowiednim generatorze gazu. Trzeci człon otoczony jest przez PBCS (Post Boost Control System) zwany niekiedy „czwartym stopniem napędowym”, mieszczącym przenoszone przez pocisk głowice
Mimo stosunkowo konserwatywnej konstrukcji system napędowy D-5 oparto na najnowocześniejszych rozwiązaniach technologicznych w zakresie napędu na paliwo stałe, który znacznie – względem napędów opartych na paliwie ciekłym – zwiększa bezpieczeństwo. Dzięki prostszej konstrukcji napęd na paliwo stałe zapewnia też większe prawdopodobieństwo prawidłowego działania, nie wymagając skomplikowanego i zawodnego systemu rur i pomp. Początkowo Trident II miał być pociskiem dwustopniowym, a obydwa stopnie napędowe miały być dostarczone przez joint venture Hercules Aerospace/Morton-Thiokol. Wkrótce okazało się jednak, iż dla osiągnięcia odpowiedniego zasięgu – z uwagi na masę głowic Mk 5 – niezbędne jest zastosowanie trzeciego stopnia napędowego. Odpowiedni kontrakt w tym zakresie uzyskała United Technologies Corporation, która bezskutecznie rywalizowała o takie samo zamówienie dla pocisku C-4. Wielkość okrętów Trident/Ohio pozwoliła umieścić w nich duże wyrzutnie, nie było więc konieczne znaczne modyfikowanie technologii względem zastosowanej do napędu pocisków C-4. W rzeczywistości opracowano stosunkowo konserwatywny napęd, biorąc pod uwagę minimalizację kosztów późniejszej produkcji (i jej wznowień w przyszłości), w którym jako paliwa użyto poli(glikolu etylenowego) plastyfikowanego nitroestrem o nazwie PEG/NG75 (nazwa handlowa Hercules/Morton-Thiokol: NEPE-75). Paliwo to było efektem badań przeprowadzonych po serii eksplozji w trakcie testów pocisku Trident I. Problemy te stały się również jednym z powodów zastąpienia kevlarowej obudowy pocisku obudową z kompozytów grafitowo-epoksydowych. Zmiany obudowy kevlarowej na grafitowo-epoksydową pozwoliły na zmniejszenie wagi pocisku, a także usunęły źródło związanego z kevlarem statycznego potencjału elektrycznego.
Innym aspektem technologii D-5 było użycie – w celu zapobieżenia utracie przez pocisk ciągu – scentralizowanego systemu zarządzania energią (GEMS) bazującego na technologiach zastosowanych w pocisku C-4. Także na rozwiązaniu zastosowanym w C-4 oparto konstrukcję dysz D-5. W odróżnieniu jednakże od tych pierwszych, dysze D-5 w całości zbudowane są z kompozytów węglowych.
Tak skonfigurowany system napędowy pocisku zapewnia mu zasięg do 11 000 kilometrów z ładunkiem 8 głowic W88/Mk 5, albo do 7400 kilometrów z pełnym ładunkiem 14 głowic Mk 4. Minimalny zasięg lotu D-5 wynosi 2500 kilometrów, jednakże według niektórych źródeł, zasięg maksymalny wynosi nie 11 000, lecz 12 000 km, a z jedną głowicą aż 14 000 km.

### Post Boost Control System
Post-boost vehicle pocisku D-5 – noszący tu nazwę Post Boost Control System (PBCS) – którego zadaniem jest rozmieszczenie głowic na indywidualnie przydzielonych im trajektoriach do celów, jest zasadniczo podobny do systemu pocisku C-4. O ile jednak w C-4 system kontroli wektora ciągu (TVC) miał dwa generatory gazu, system D-5 korzysta z czterech generatorów w dwóch parach. Para, która uruchamia się pierwsza, zapewnia ciąg sekcji wyposażenia. Po wypaleniu jej paliwa następuje zapłon generatorów drugiej pary, które podtrzymują lot.
Po zakończeniu pracy silnika trzeciego stopnia (po osiągnięciu prędkości wypalenia), lot PBCS i uwolnienie głowic MIRV przebiega w D-5 inaczej niż miało to miejsce w przypadku pocisków Trident I. W C-4 po wypaleniu paliwa trzeciego stopnia napędowego i separacji PBCS ten ostatni pozycjonował w przestrzeni sekcje wyposażenia, umożliwiając układowi naprowadzania wykonanie procedur astronawigacyjnych (stellar sighting). System naprowadzania ustalał następnie zakres błędów dotychczasowej trajektorii i wprowadzał odpowiednie poprawki oraz przystępował do przygotowania procesu rozmieszczenia głowic. Następnie PBVC wraz z sekcją wyposażenia przechodził w tryb maksymalnego ciągu generatorów w celu przyjęcia prawidłowej pozycji w przestrzeni i nabrania prędkości odpowiedniej dla rozmieszczenia głowic. W trakcie tych manewrów sekcja wyposażenia cofała się, odsłaniając gotowe do rozmieszczenia głowice, po czym następował proces ich kolejnej dyslokacji. Po uwolnieniu każdej z głowic sekcja wyposażenia powracała na pierwotne miejsce, a PBCS zmieniał pozycję na odpowiednią dla uwolnienia kolejnej głowicy na wyznaczony jej cel.
W przypadku Trident D-5 natomiast, w celu przeprowadzenia procedur stellar sighting, sekcja wyposażenia wykorzystuje jej PBCS do manewrów, co umożliwia systemowi naprowadzania aktualizację otrzymanych z okrętu oryginalnych danych naprowadzania bezwładnościowego. System kontroli lotu maksymalizuje następnie ciąg generatorów gazu celem zwiększenia prędkości i reorientacji PBCS w przestrzeni. Odwrotnie jednak niż w przypadku C-4 sekcja wyposażenia przesuwa się do przodu i wykonuje serie precyzyjnych manewrów, aby umieścić głowice na właściwych trajektoriach, wykonując przy tym zestaw dodatkowych manewrów (Plume Avoidance Maneuver – PAM) celem uniknięcia uderzenia uwalnianych głowic przez gazy odrzutowe. Jeśli uwalnianej głowicy grozi uderzenie gazów, ich dysza wylotowa jest automatycznie zamykana, dopóki głowica nie znajdzie się w bezpiecznej odległości od strumienia gazów. Żeby uniknąć nieprawidłowej zmiany pozycji, zamknięcie jednej z dysz PBCS powoduje odpowiednią reakcje trzech pozostałych. Opracowany w celu zwiększenia celności (w ramach IAP) system PAM używany jest wyłącznie w sytuacji zagrożenia dla głowic ze strony gazów, po czym wszystkie dysze powracają do normalnego trybu pracy.

### Głowice bojowe

#### W88/Mark 5
Przez lata rozwoju amerykańskich morskich systemów balistycznych, udawało się zasadniczo unikać rywalizacji marynarki wojennej z siłami powietrznymi. W czasie opracowywania systemu Trident D-5, United States Navy zaczęła jednak osiągać przewagę nad systemami balistycznymi US Air Force w zakresie zdolności do ataku na cele superutwardzone, co spowodowało rywalizację dwóch rodzajów sił zbrojnych.
| Moc ładunku          | do 475 kt |
| Masa                 | < 362 kg  |
| Długość              | 175 cm    |
| Średnica podstawy    | 55 cm     |
| Kąt nachylenia       | 8,2°      |
| Liczba na uzbrojeniu | ~ 400     |

Siły powietrzne zamierzały uzyskać dla pocisków LGM-118A Peacekeeper głowice o mocy 500 kiloton, lecz z braku odpowiedniej ilości wzbogaconego uranu otrzymały głowice o mocy 300 kt. W 1984 roku Departament Obrony uznał jednak, iż US Navy powinna otrzymać nową głowicę, w związku z czym w budżecie marynarki na ten rok znalazły się środki na opracowanie nowej głowicy balistycznej dla D5. W efekcie tego programu opracowano ładunek termonuklearny W88 o mocy 475 kiloton. W ten sposób, po raz pierwszy historii, należący do US Navy pocisk miał przenosić głowicę silniejszą niż pociski należące do US Air Force. Siły powietrzne nie odebrały tego pozytywnie – stawiając pytania, dlaczego marynarka otrzymała więcej wzbogaconego uranu, którego odmówiono siłom powietrznym. Dodatkowo nowa głowica Mk 5 – podobnie jak ablatywna konstrukcja głowicy Mk 4 – miała konstrukcję stożkową, obliczoną na redukcję parowania powierzchni głowicy. Włókna kompozytowe głowicy wzmocniono włóknami metalowymi wzdłuż osi symetrii, co czyniło konstrukcję bardziej przewidywalną w ekstremalnych warunkach i bardziej podatną na kompensacje. Konstrukcja ta zapewniała także, iż niesprzyjające warunki pogodowe nad celem (jak deszcz czy śnieg) nie wpłyną znacząco na celność. Pancerz cieplny pojazdu powrotnego głowicy Mk 5 wytwarzany był przez General Electric (General Electric Company, Reentry Systems Department) – po raz pierwszy głowicy nie produkowała Lockheed Corporation.

#### W76/Mark 4
Głowica Mark 4 z termonuklearnym ładunkiem W76 o mocy 100 kiloton jest najstarszą głowicą jądrową używaną w siłach zbrojnych Stanów Zjednoczonych, a jej konstrukcyjny czas możliwego użycia upłynął po 30 latach, w 2008 roku. Głowicę tę opracowano w Los Alamos National Laboratory, po raz pierwszy została umieszczona w 1978 roku w pociskach Trident I C-4, a jedynym środkiem jej przenoszenia obecnie są pociski Trident II D-5. Jej wprowadzenie do D-5 było konsekwencją zamknięcia przez prezydenta Ronalda Reagana zakładów Rocky Flats – jedynego producenta głowicy W99/Mark 5, skonstruowanej specjalnie dla Tridenta II. Do momentu zamknięcia zakładów Rocky Flats wyprodukowano jedynie około 400 głowic, co jest liczbą wystarczającą na uzbrojenie zaledwie dwóch okrętów Trident (48 pocisków D-5), stąd zdecydowano się wyposażyć w te głowice pozostałe okręty. Nie jest jednak do dziś publicznie wiadome z całą pewnością, czy w głowice W88/Mk 5 wyposażono komplet pocisków dwóch jednostek, czy też pociski z tymi głowicami przydzielono większej liczbie okrętów częściowo, w pozostałym zaś zakresie wyposażając je w pociski z głowicami W76/Mk 4. Nie budzi jednak wątpliwości fakt, iż jeden pocisk D-5 nie może przenosić obu tych modeli głowic jednocześnie.
Konstrukcja tej głowicy umożliwia między innymi utworzenie przy wybuchu naziemnym na twardej skale krateru o promieniu 41 metrów i głębokości 17 metrów. W przypadku gruntu suchego wielkość krateru zmniejsza się o 10%, jednakże w przypadku gruntu mokrego, wielkość krateru wzrasta aż dwukrotnie.

#### Mark 500 Evader
Rozwój radzieckiego systemu obrony antybalistycznej (ABM), zwłaszcza wokół Moskwy, skłonił Stany Zjednoczone do opracowania systemów zdolnych do ich przełamania. Niezależnie od skuteczności w tym zakresie systemów MIRV, podjęto też próbę budowy systemu opartego na głowicach typu MaRV, co również wpisywało się w program zwiększenia celności. Pierwsze próby w tym zakresie podjęto w celu wyposażenia w tego rodzaju głowicę pocisku Trident I C-4, cały zaś program doprowadził do powstania konstrukcji głowicy MaRV Mk 500 Evader.
Pierwsze założenia tego rodzaju głowicy stanowiły, iż SSPO powinno opracować głowicę manewrującą bez jakichkolwiek kompromisów względem liczby i rodzajów przenoszonych przez pocisk środków penetration aid, z wyjątkiem tych, które są kompatybilne z Mk 500. Zarówno SSPO, jak i Lockheed uważały wymagania penetracyjne wobec tej głowicy za przydatne w świetle zdolności do penetracji radzieckiej obrony antybalistycznej przez istniejące głowice typu MIRV pocisków C-4, których wyposażenie w penetration aids stało się trudne do pogodzenia z koniecznością zapewnienia C-4 lekkiego ładunku. SSPO i Lockheed stały jednak na stanowisku, że penetration aids nie są niezbędne do przełamania radzieckiej obrony.
Głowica Mk 500 miała zaokrąglony kształt „nosa” i względnie prosty układ naprowadzania. Zaokrąglony kształt wywoływał powstanie aerodynamicznej siły nośnej kontrolowanej przez obracający się korpus głowicy, co wywoływane było przez zmianę położenia wewnętrznego środka ciężkości (w praktyce pakietu elektronicznego głowicy). Stanowiło to proste rozwiązanie konstrukcyjne, nakierowane na zwiększenie szans przełamania obrony ABM, w którym zwiększenie celności było jedynie drugoplanowym celem. Pewne zmniejszenie – w rzeczywistości – celności w pierwszym stadium rozwoju programu (w stosunku do podstawowej głowicy MIRV) było w początkowym okresie rozwoju głowicy możliwe do przyjęcia. Mimo wszystko, celność nowej głowicy była na tyle wysoka, iż wywołała powstanie pewnej opozycji wobec jej programu w łonie Kongresu, która jednak przestała istnieć wobec niewprowadzenia Mk 500 do służby i odłożenia technologii „na półkę”, po przeprowadzeniu w połowie lat 70. kilku udanych testów głowicy za pomocą pocisków Minuteman I i C-4. Do koncepcji powrócono jeszcze w latach 1978–1979, kiedy testowano „Improved Evader” (ulepszony evader), następnie „Advanced Evader” (zaawansowany evader) w latach 1981–1982. Modernizacje te, przez zmiany kształtu, nakierowane były na zwiększenie możliwości systemu kontroli głowicy. W przypadku Trident II D-5, Mk 500 wyposażony miał zostać w ładunek o mocy 300 kt, zaś throw-weight pocisku pozwalać miał na przenoszenie siedmiu głowic tego typu.

### Nawigacja, naprowadzanie i kontrola
W ramach Improved Accuracy Programme (IAP) Trident D-5 zaopatrzono w nowej generacji bezwładnościowy układ naprowadzania Mark 6. Miał on w założeniu zapewnić D-5 celność porównywalną z precyzją startujących ze stałych wyrzutni lądowych pocisków Peacekeeper (MX). Po raz pierwszy jednak w historii amerykańskich programów balistycznych osiągnięcie wysokiej celności pocisku balistycznego nie było jedynie „celem” programu R&D systemu ULMS/Trident (który z natury rzeczy może być poświęcony na rzecz innych „celów”), lecz formalnym i koniecznym do spełnienia wymogiem. Co więcej, aspekt finansowy rozwoju bardzo precyzyjnego systemu naprowadzania, nawigacji i kontroli nie miał w programie pierwszorzędnego znaczenia. Program IAP postawił przed kierownictwem SSPO wyraźne żądanie zwiększenia celności do określonych parametrów. Prowadził też do zrozumienia źródeł niedokładności dotychczas używanych systemów SLBM. Ostatecznie, po wdrożeniu opracowanych dzięki IAP technologii, stwierdzono w trakcie prób, że układy naprowadzania, nawigacji i kontroli, zdolne są umieścić osiem głowic MIRV jednego pocisku w okręgu o średnicy 170,7 metra, przy strzale na odległość 4000 mil morskich (7400 km).

#### Układ naprowadzania i kontroli ognia
W rezultacie IAP uzyskano konsensus, iż absolutna dokładność systemu żyroskopów, nie jest per se kluczowa, chociażby z tego względu, iż zaawansowane oprogramowanie komputerowe wraz z wynikami analizy danych wynikających z obserwacji gwiazd, może skompensować dryf żyro. W trakcie prac konstrukcyjnych rozważano możliwość zastosowania w układzie Mk 6 żyroskopu laserowego, jednakże wydawał się on zbyt duży i zbyt trudny do integracji z sensorami astronawigacji, a także rodził zbyt wiele problemów związanych z praca w środowisku radiacyjnym. Zdecydowano się więc ostatecznie na standardowy żyroskop produkcji Kearfotta (aktualnie część BAE Systems). IAP doprowadził do zrozumienia, że duży wpływ na celność pocisku posiadają m.in. błędy pomiaru przyspieszeń, stąd też dużą wagę przykładano do opracowania i wyboru optymalnego akcelerometru. Po rozważeniu kwestii związanych z możliwościami uodpornienia na efekty radiacji, łatwości produkcji, kosztu, szybkości reakcji itp., zdecydowano się ostatecznie na wybór akcelerometru podobnego do zastosowanego w pociskach Polaris. Ufając rodzinie instrumentów PIGA opracowanej przez Draper Laboratory, którego szczytowym do tej pory osiągnięciem w tym zakresie był użyty w Peacekeeperze akcelerometr 16-PIGA, dla układu Mk 6 przyjęto opracowaną dla Trident II mniejszą wersję tego przyspieszeniomierza 10-PIGA.
Innym wielkim polem rozwoju komponentów systemu naprowadzania D-5 były sensory astronawigacji, na którym jednak nie ustrzeżono się kompromisów. Zdaniem wielu specjalistów stosowana dotychczas technologia vidicom była przestarzała, a lepsze rezultaty mogły być osiągnięte przez zastosowanie technologii półprzewodnikowych – matrycy CCD (Charge Coupled Device), bądź zbliżonej do niej technologii opartej na detektorze półprzewodnikowym CID (Charge Injection Device). Według innych opinii jednakże, technologie te były w owym czasie jeszcze zbyt niedojrzałe do zastosowania w podstawowym systemie balistycznym. Ostatecznie wybór padł na technologię CCD, który po późniejszej ponownej ocenie został potwierdzony – mimo iż wątpliwości co do wyboru istniały i w późniejszym czasie, zwłaszcza wobec niewielkich początkowo rozmiarów produkcji tego systemu.
Prawdopodobnie największą jednak zmianą względem poprzednich systemów, była zmiana w zakresie systemu komputerowego oraz elektroniki. W Trident II D-5 zaimplementowano całkowicie cyfrową architekturę systemu, w której dane wyjściowe z komponentów bezwładnościowych podlegają konwersji do formatu cyfrowego. Cyfrowy format danych, wraz ze wzrostem objętości zastosowanej pamięci cyfrowego komputera, umożliwił zastosowanie bardziej zaawansowanych algorytmów kompensacji odchyleń podczas lotu pocisku. Do Trident II wprowadzono system komputerowy z 1 MB pamięci PROM (Programmable read-only memory) oraz 200 KB pamięci RAM (Random Access Memory) z szerokim zastosowaniem zintegrowanych układów scalonych VLSI, mikroprocesorów i innych komponentów. Podobnie jak w systemach Poseidon oraz Trident I, zastosowano także model Ziemi oparty na sferycznym uproszczeniu, wraz z obliczanymi przez system kierowania ogniem okrętu zmiennymi dotyczącymi pól grawitacyjnych.
Kolejną zastosowaną w D-5 innowacją, był powiązany z ogólnym systemem mały system naprowadzania znany jako TAI (Three Axis Instrumention), który nie został jednakże opracowany do użytku taktycznego (w trakcie patroli operacyjnych na przykład), lecz jedynie dla lotów testowych. Podłączony do systemu bezwładnościowego system TAI, zapewnia dodatkowe informacje na temat lotu pocisku. System ten został z pewnymi zastrzeżeniami zaakceptowany przez SSPO na skutek nacisków Draper Laboratory. Według niektórych opinii system ten jest jednak zbędny, a potencjalnie może być wręcz szkodliwy. Nie tylko poprzez zmiany w systemie naprowadzania i niepotrzebną komplikację interfejsu, lecz także poprzez wprowadzenie różnicy pomiędzy systemami przeznaczonymi do testów a systemami bojowymi. Obawy o niepotrzebną różnicę, oparte były na tezie, iż TAI podkopuje zaufanie do wyników testów, utrudniając ich ocenę. W praktyce jednak, komponent ten użyty został w niewielkiej liczbie testów, przez co nie zdołał wpłynąć na wiarygodność programu testowego. Środowisko związane z laboratoriami naprowadzania i nawigacji promowało także inną nową technologię, która nie została zaimplementowana w systemie D-5 – samo-kalibracji systemu naprowadzania w morzu.
Dla Trident II opracowano także nowa generację systemu kontroli ognia – układ Mark 48 (Mk 48). Największą – z mających wpływ na polepszenie celności pocisków – zmianą w systemie kontroli ognia, było wprowadzenie indywidualnych matryc korekcyjnych astronawigacji, zamiast jednego modelu opracowanego dla całej floty strategicznych okrętów podwodnych. W celu maksymalnego zbliżenia do stanu rzeczywistego układu astralnego, każdy okręt dysponuje własną opracowaną specjalnie dla niego matrycą.

#### Nawigacja podwodna
Wszystkie wskazane wcześniej technologie, nie były jednakże wystarczające do zapewnienia systemowi pocisku i okrętu żądanej celności, bez ulepszenia systemu nawigacji samego okrętu. Obok opracowania zdolnych do korekcji błędów pozycji początkowej oraz azymutu sensorów gwiezdnych, w wyniku programu IAP ustalono, iż na powstanie błędów celności wpływ mają także dwa inne czynniki. Pierwszym z nich były błędy w informacji dotyczącej prędkości początkowej, które nie były możliwe do skorygowania przez system star sighting, stąd też odkryto, iż precyzyjny pomiar prędkości okrętu jest z punktu widzenia celności pocisku na dystansie tysięcy kilometrów sprawą krytyczną. W celu rozwiązania tego problemu, rozważano wiele alternatyw, wybierając ostatecznie system sonaru dopplerowskiego, który dokonuje pomiaru prędkości odbić generowanej fali od dna morskiego.

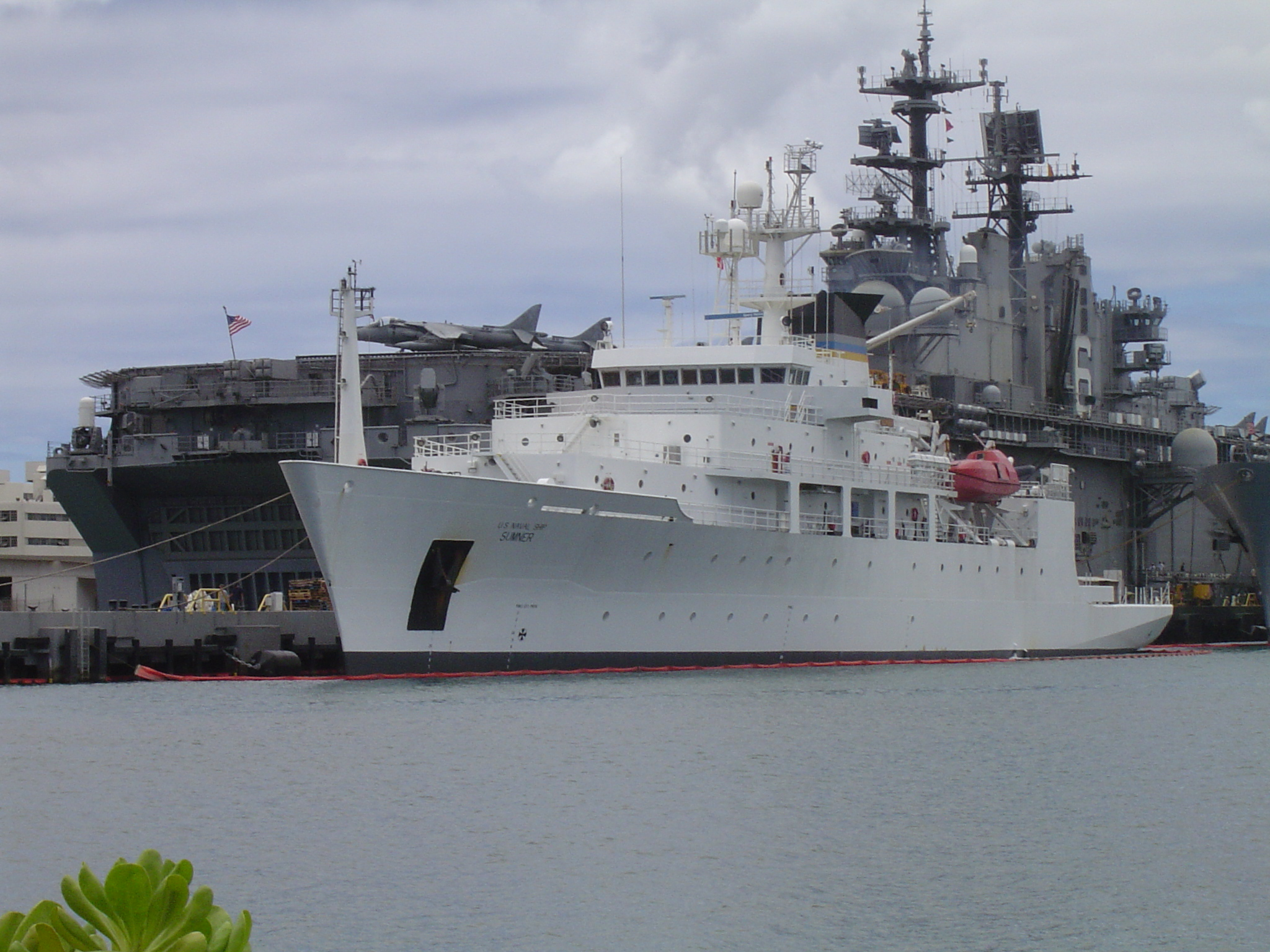
USNS „Sumner” – jednostka badawcza typu Pathfinder, służąca m.in. do pomiaru lokalnych pól grawitacyjnych Ziemi

Drugim problemem który – jak ustalono – musi być rozwiązany, był początkowy brak wyrównania w pionie systemu naprowadzania pocisku, co jest efektem lokalnych anomalii grawitacyjnych. Z uwagi na fakt, iż komponenty bezwładnościowe nie są w stanie odróżnić przyspieszeń bezwładnościowych od grawitacyjnych, precyzja nawigacji bezwładnościowej uzależniona jest od dokładności używanego modelu (matrycy) pól grawitacji. Dla dokładności pożądanej dla D-5, lokalne zmiany pola grawitacyjnego mogą skutkować znaczącymi błędami w pomiarach bezwładnościowych. Jednym ze sposobów redukcji tych błędów było opracowanie dla okrętu pokładowego sensora grawitacji (Gravity Sensor System – GSS). Tego rodzaju czujnik składa się ze stabilizowanej platformy zawierającej gradiometr oraz grawimetr. Gradiometr dokonuje pomiarów przestrzennego stopnia zmian wektora grawitacji, natomiast grawimetr mierzy jego wielkość. Przez stałe monitorowanie lokalnych anomalii grawitacyjnych, system GSS może zredukować wiele błędów, które w innym przypadku mogłyby zostać skumulowane w systemie nawigacyjnym, a następnie przekazane do systemu naprowadzania pocisku. System ten, jakkolwiek interesujący, okazał się zbędny w praktyce. W lipcu 1988 roku „z powodu niewystarczającej sprawności oraz z uwagi na wprowadzenie do użytku innych systemów pracujących z wydajnością przekraczającą wymagania specyfikacji, a także w związku z dokładnością map pól grawitacyjnych przekraczającą oczekiwania”, SSPO anulowało program tego systemu.

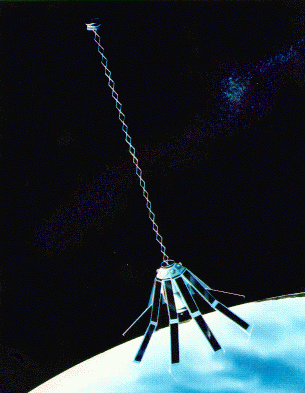
Wizja artystyczna satelity Geosat

Stanowisko to podkreśliło wagę innego podejścia do problemu: bardziej dokładnego mapowania geodezyjnego, zarówno satelitarnego, jak i prowadzonego przez nawodne statki badawcze. Dane grawitacyjne zapewniane przez poprzednie satelity – początkowo Transit, a następnie bardziej zaawansowane GEOS III oraz Seasat – były niewystarczające dla systemu Trident II, w związku z czym opracowano do wystrzelenia w 1983 roku nowego satelitę Geosat. Marynarka wojenna Stanów Zjednoczonych wierzyła, iż ulepszone modele grawitacyjne Ziemi – których oczekiwano od Geosat – zapewnią do 10 procent ulepszenia w zakresie błędu celności przy strzałach D-5 z niektórych obszarów, zwłaszcza południowej hemisfery oraz części północnego Pacyfiku, skąd ilość danych badawczych była ograniczona.
Innym aspektem tego samego podejścia do problemu, jest program morskich badań hydrograficznych prowadzonych przez jednostki nawodne, podobny do prowadzonego na rzecz nawigacji w systemie rakietowym Polaris. O ile jednak dla systemu Polaris mapowano ukształtowanie dna morskiego, o tyle dla systemu Trident II mapowaniu podlegają także lokalne pola grawitacyjne. Uzyskiwane w ten sposób dane stanowią najdokładniejszą metodę aktualizacji systemu nawigacyjnego okrętu, która eliminuje też konieczność okresowego wynurzania się okrętu podwodnego celem satelitarnej korekcji błędów systemu bezwładnościowego. Tego rodzaju badania są jednak niezwykle drogie oraz czasochłonne, w niektórych zaś rejonach patroli operacyjnych okrętów – z fizycznym zasięgiem D-5, wydają się wręcz niemożliwe do przeprowadzenia. Z tego też względu, mimo iż zasięg Trident II jest znacząco większy od zasięgu Trident I, wymagania dotyczące celności D-5 zostały ustalone na dystansie równym fizycznemu zasięgowi C-4, tj. 4000 mil morskich.
Inną znaczącą zmianą w nawigacji okrętów podwodnych było zastąpienie tradycyjnego bezwładnościowego systemu SINS (ship’s inertial navigation system), systemem elektrostatycznie podwieszonych żyroskopów, które stały się w ten sposób nie tylko „monitorami” ruchu okrętu, lecz pełnoprawnymi „nawigatorami”. Żyroskopy podwieszone w polu elektrostatycznym są mniej wrażliwe na nieprzewidywalne dryfy niż systemy SINS, co redukuje potrzebę zewnętrznego resetu. W konsekwencji, każdy okręt Trident wyposażony jest w dwa elektrostatycznie podwieszone żyroskopy. Zachowano jednakże tradycyjne interfejsy zewnętrznych aktualizacji danych nawigacyjnych, dla systemów LORAN-C oraz Transit.

### Wyrzutnia

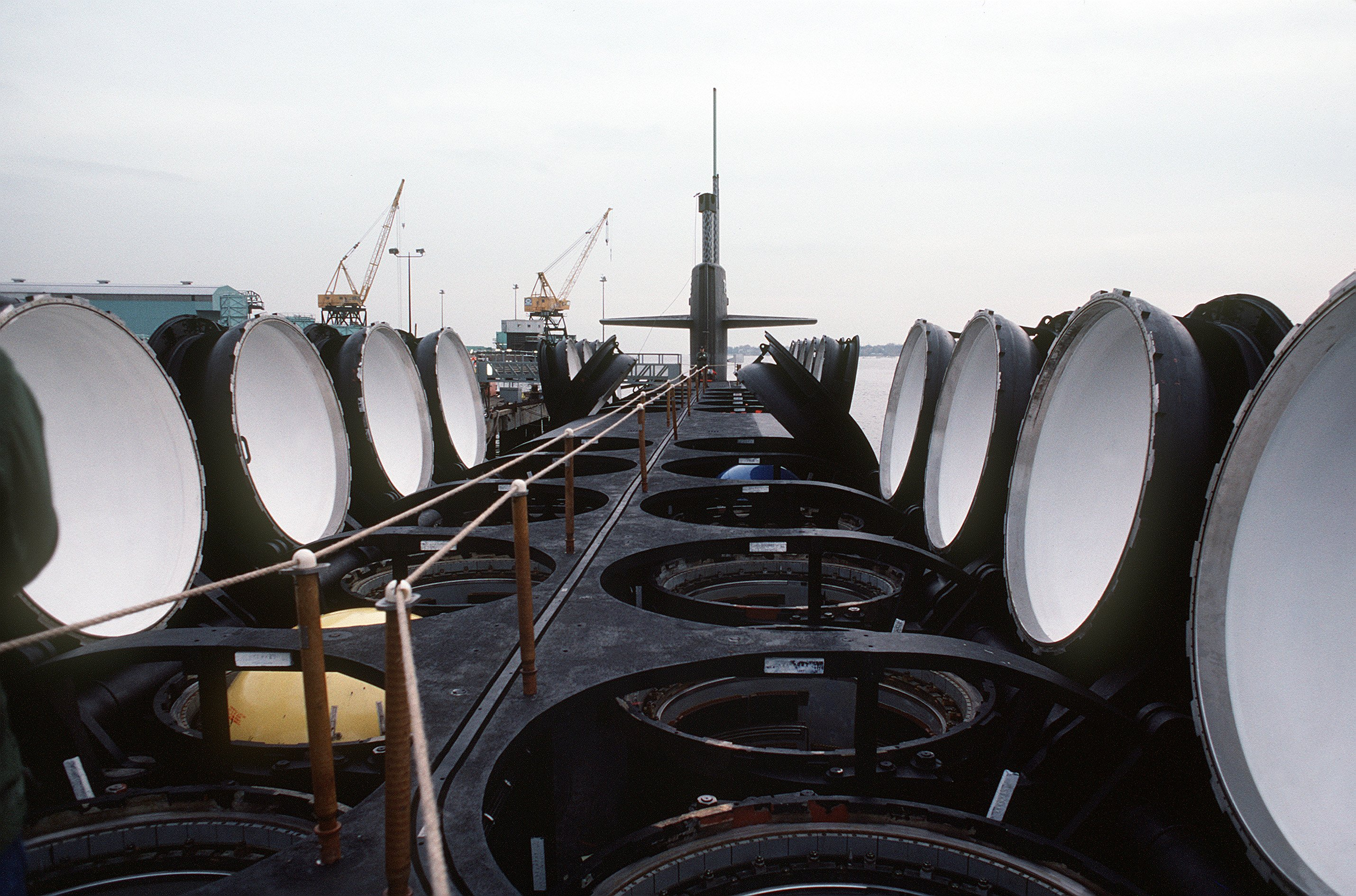
Otwarte wyrzutnie Trident D-5. Widoczna także lekka osłona pocisku w jednej z wyrzutni (druga z lewej)

Odpalenie Pocisku D-5 z wyrzutni okrętowej następuje metodą zimnego startu. Po otwarciu pokrywy pokładu, pocisk znajduje się wewnątrz wyrzutni, osłonięty od warstwy wody ponad nim przez cienką, przebijaną podczas startu przez nasadę czołową pocisku osłoną. We wcześniejszych generacjach pocisków i okrętów, pocisk wypychany był z wyrzutni oraz spod wody przez sprężone powietrze lub gazy powstające w generatorze na paliwo stałe. Podobna zasada została zachowana dla startów Trident II z okrętu typu Trident/Ohio. Z uwagi jednak na połączenie w D-5 dużych rozmiarów pocisku oraz tępo zakończonego nosa, wprowadzono do systemu odpalania pocisku poważną zmianę. Dotychczasowe systemy zimnego startu stosowały mechanizm, w którym energia wypychająca pocisk z wody miała przy każdym strzale wartość stałą. Powodowało to, że prędkość z jaką nos pocisku wynurzał się z wody była większa, niż prędkość wynurzania się jego dolnej części – w dopuszczalnych jednakże granicach tolerancji, niestanowiących nadmiernego obciążenia dla pocisku. Rozmiary D-5 oraz kształt jego nasady czołowej powodowały jednak, iż dysonans prędkości obu końców pocisku był zbyt duży. W szczególności, w przypadku gdy wielkość energii u podstawy pocisku była wystarczająca dla jej wynurzenia z wody, wynurzanie szczytu pocisku następowało zbyt szybko. Drugim problemem wiążącym się ze stałą wielkością stosowanej energii, było zjawisko kawitacji wywoływanej u szczytu pocisku. Powstające w jej efekcie bąble powietrza, opadając w dół, wywierały zbyt duży nacisk na jego ściany. Rozwiązaniem obu problemów okazało się zastosowanie systemu wtrysku o zmiennej, regulowanej wielkości energii. W tym rodzaju systemu, wielkość energii oddziaływającej na pocisk uzależniona jest od głębokości odpalenia, przez odpowiednie dozowanie ilości wody użytej do wytworzenia pary. W ten sam sposób, przez regulację ilości energii użytej do parowania wody, regulacji ulega ilość energii oddziaływającej na pocisk w systemie z generatorem gazów na paliwo stałe. Oznacza to także pewną zmienność temperatury pary/gazu oddziałującego na pocisk, jednakże zmiany te mieszczą się w granicach tolerancji pocisku. Zastosowanie systemu ze zmienną ilością energii wiązało się także z występującą po raz pierwszy koniecznością zastosowania zaawansowanego systemu komputerowego sterującego ilością używanej do odpalenia pocisku wody.

## Działanie systemu Trident
Amerykańskie okręty podwodne systemu Trident posiadają 170 metrów długości, każdy z nich może przenosić 24 pociski zdolne dostarczyć głowice termojądrowe na odległość tysięcy mil morskich. Każda z tych głowic może wywołać eksplozję termonuklearną o sile wielokrotnie przekraczającej moc wybuchu bomby atomowej zrzuconej na Hiroszimę, w odległości nie większej niż 120 metrów od celu. Taka zdolność destrukcji jest kulminacją dziesięcioleci rozwoju technologicznego i sześciu generacji pocisków: Polaris A1, Polaris A2, Polaris A3, Poseidon, Trident I oraz Trident II. Podobnie, jak już dziesięciolecia temu okręty systemu Polaris, odbywające patrole na Atlantyku i Pacyfiku okręty podwodne systemu Trident, spełniają tylko jedną misję – gotowości do odpalenia wszystkich bądź niektórych przenoszonych przez nie pocisków, w każdym czasie w którym będzie to wymagane. Wypełnienie tej misji wymaga przede wszystkim niezawodnego działania najrozmaitszych technologii.

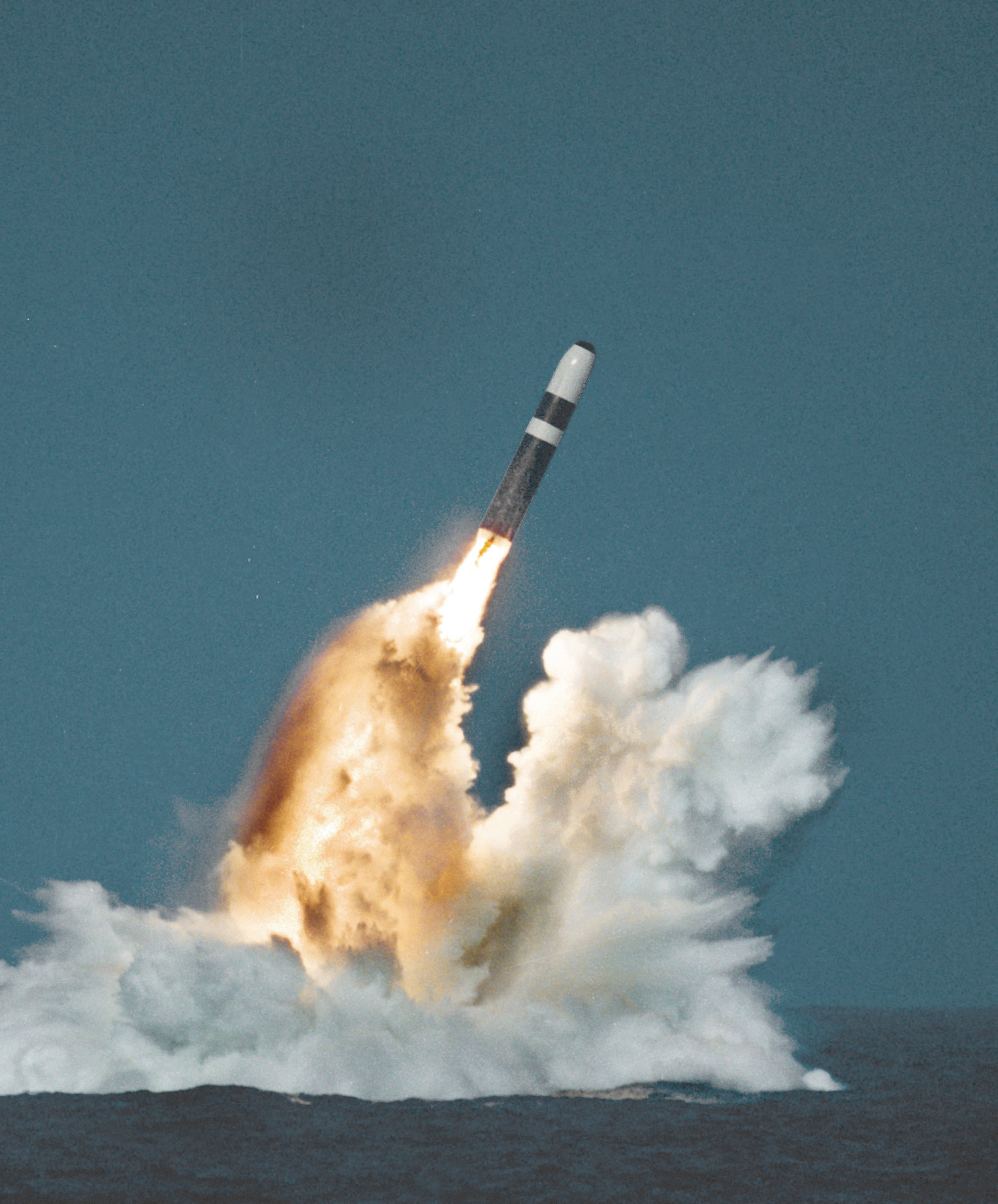
Start Trident II D-5

Schemat patroli amerykańskich okrętów SSBN został ustanowiony przez system Polaris, które to patrole z powodu krótkiego zasięgu pocisków ograniczone były początkowo do Morza Norweskiego. Standardową praktyką były tworzone przez trzy okręty jednocześnie „łańcuchy”. Każdemu łańcuchowi przydzielone były dwa zestawy celów, które były „przenoszone” z jednego okrętu na drugi, w połowie jego patrolu. Trzeci okręt pełnił w tym czasie rolę jednostki wsparcia (w tym zaopatrzenia) oraz przejmował pierwszy zestaw celów, w chwili gdy pierwsza jednostka łańcucha wracała z patrolu. W ten sposób, trzy okręty zapewniały ciągłe pokrycie dwóch zestawów celów. Wszystkie następne amerykańskie systemy FBM – wliczając w to systemy z pociskami o większym zasięgu operujące na Atlantyku i Pacyfiku – opierały się na tej samej procedurze operacyjnej. System łańcuchów wymaga wysokiego poziomu standaryzacji, gdyż wszystkie okręty łańcucha muszą być wyposażone w taką samą liczbę głowic tego samego typu, a w odpowiednich przypadkach także penetration aids.
W trakcie patrolu, system nawigacyjny okrętów musi dokonywać stałych aktualizacji pozycji oraz przekazywać te dane systemowi kontroli ognia. W trakcie typowego trzymiesięcznego patrolu, bezwładnościowy system nawigacyjny okrętu musi także dokonywać okresowych uaktualnień z zewnętrznych źródeł informacji, celem korekty ewentualnych niedokładności. Także systemy komunikacyjne okrętu pracują w trybie ciągłym, w oczekiwaniu na informacje ze strony dowództwa, zwłaszcza zaś sygnały bojowe, w tym przede wszystkim EAM. Emergency Action Message z rozkazem odpalenia jednego lub większej liczby pocisków, musi pochodzić od najważniejszych w państwie osób, co w pierwszej kolejności oznacza prezydenta oraz sekretarza obrony. Amerykańska polityka w zakresie podjęcia działań nuklearnych nie uznaje zasady, iż brak komunikacji z dowództwem oznacza jego zniszczenie w ataku nuklearnym i nie daje dowódcy okrętu podstawy do odpalenia jego pocisków. W celu ich odpalenia, dowództwo okrętu musi otrzymać wyraźny rozkaz takiego działania. W przeciwieństwie do większości broni nuklearnej w arsenale amerykańskim, głowice jądrowe przenoszone przez amerykańskie okręty podwodne nie zostały wyposażone w permisywny bezpiecznik użycia (Permissive Action Link – PAL), wymagający w celu użycia broni podania specjalnego kodu aktywacji. Zamiast PAL, broń atomową na amerykańskich okrętach podwodnych zabezpiecza konieczność zachowania przez kilka osób jednocześnie ścisłej procedury – niemożliwej do przeprowadzenia przez jakąkolwiek pojedynczą osobę. W przeciwieństwie do należących do sił powietrznych pocisków ICBM, znajdujące się w posiadaniu US Navy pociski SLBM nie utrzymują swoich systemów naprowadzania w stanie permanentnej aktywności. Zamiast tego muszą być stale utrzymywane w odpowiedniej temperaturze, w gotowości do natychmiastowego wzbudzenia. Przeprowadzona na pokładzie okrętu wieloosobowa procedura, uruchamia zarówno proces przygotowania pocisków do startu, jak też – za pośrednictwem systemu kontroli ognia – ich systemów naprowadzania. System kontroli ognia wskazuje systemom nawigacyjnym pocisku kierunek góry w pionie, a następnie zaopatruje je w dane dotyczące celów. Większość z tych danych oparta jest na obliczeniach dokonanych uprzednio na lądzie przez Centrum Broni Nawodnej Marynarki – (NSWCDD) w Dahlgren w stanie Wirginia oraz na przeprowadzonym na szeroką skalę mapowaniu pól grawitacyjnych Ziemi i układów gwiazd. Po przekazaniu wszystkich informacji systemowi nawigacyjnemu pocisku, system kontroli ognia dokonuje ich ciągłych aktualizacji. Tuż przed startem pocisku, wszystkie jego systemy przełączane są na zasilanie wewnętrzne, do systemu nawigacyjnego i naprowadzania przekazywane są ostatnie instrukcje, głowice bojowe otrzymują dane dotyczące żądanego momentu eksplozji, a sam system nawigacyjny rozpoczyna pracę w trybie bezwładnościowym.
Po wprowadzeniu do systemu komendy startu, Trident II wypychany jest z wyrzutni – zwykle niemal nieruchomego okrętu, znajdującego się na głębokości do 100 stóp (ok. 30 m) – za pomocą ciśnienia rozszerzającego się w tubie startowej gazu. Pocisk wypychany jest z siłą pozwalającą na przebicie cienkiej osłony otwartej wyrzutni i wydostanie się ponad lustro wody, po czym po osiągnięciu przez pocisk odpowiedniej wysokości ponad wodą, następuje wysunięcie cienkiej teleskopowej szpicy (aerospike) oraz odpalenie silnika napędowego pierwszego stopnia. Procedura ta nosi nazwę zimnego startu (cold launch), w odróżnieniu od startu „gorącego”, w którym zapłon silnika pierwszego stopnia następuje już wewnątrz wyrzutni. Paliwo stałe każdego z dwóch pierwszych stopni napędowych ulega wypaleniu w ciągu 60 sekund od zapłonu, czas wypalenia trzeciego zaś stopnia napędowego wynosi 40 sekund. W ciągu około dwóch minut od startu, po zapłonie silnika trzeciego stopnia, pocisk rozpędzony jest już do prędkości 6096 metrów na sekundę. Po osiągnięciu prędkości wypalenia (burnout velocity) 29 050 km/h, od trzeciego stopnia napędowego oddziela się przenoszący głowice post-boost vehicle noszący w D-5 nazwę „Post Boost Control System” (PBCS), który manewrując precyzyjnie umieszcza głowice MIRV na trajektoriach prowadzących do przydzielonych im celów, które następnie detonują swoje ładunki nuklearne na ustalonej przed startem pocisku wysokości, albo po uderzeniu w cel.

## Retaliacja a uderzenie wyprzedzające
Celność Trident D-5 co najmniej dorównywała celności pocisków sił powietrznych Peacekeeper (MX), oraz dwukrotnie przewyższa celność pocisków Trident C-4. Znaczącym kosztem D-5 został zoptymalizowany do zapewnienia zdolności zniszczenia celów superutwardzonych, zwłaszcza silosów rakietowych. Zmiany klimatu politycznego w Stanach Zjednoczonych, w szczególności na styku programów Trident oraz MX, oraz tradycyjne w USA postrzeganie morskich systemów balistycznych jako lepszego środka strategicznego odstraszania, pozwoliły na stosunkowo łagodne przyjęcie programu Trident z jego zdolnością do wykonania pierwszego uderzenia, przez opinię publiczną i polityków Kongresu. Kiedy program MX ugrzązł w skandalu wokół systemu naprowadzania, a program małego pocisku ICBM Sił Powietrznych (Midgetman) zagrożony był anulowaniem, program Trident D-5 został w listopadzie 1987 roku uznany przez Kongres za „niekontrowersyjny” i – co było odstępstwem od zwykłej zasady rocznych programów finansowych – objęty został pięcioletnim programem finansowania. W styczniu 1987 roku na przylądku Cape Canaveral na Florydzie odbyły się protesty przeciwko testom D-5, w których udział wzięło ok. 4000 osób. W październiku tego samego roku natomiast, w protestach wzięło udział około 700 demonstrantów. Inaczej jednak niż w przypadku lokalnych, „środowiskowych” protestów w stanach Utah oraz Nevada związanych z programem MX, oponenci programu Trident nie osiągnęli większego efektu. Nawet wizyta w Stanach Zjednoczonych I sekretarza KPZR Michaiła Gorbaczowa w grudniu 1987 roku, opóźniła zaplanowany wcześniej test pocisku D-5 w locie o zaledwie jeden dzień.
Główna oś kontrowersji wokół Trident II skupiała się na zmianie akcentów w zdolnościach nowego systemu. W związku z małą wrażliwością amerykańskich jądrowych sił strategicznych rozmieszczonych na okrętach podwodnych na pierwsze zaskakujące uderzenie jądrowe Związku Radzieckiego, siły te postrzegane były dotychczas jako najlepszy środek uderzenia odwetowego (retaliatory strike). Postrzeganie takie znajdowało tym większe uzasadnienie w zasadniczo niższej od systemów lądowych celności morskich systemów balistycznych. Wprowadzenie natomiast do służby systemu Trident II, którego celność co najmniej dorównywała celności najlepszego pod tym względem amerykańskiego lądowego systemu ICBM – MX/Peacekeeper, wpłynęło na zmianę owego postrzegania amerykańskich sił FBM. Umożliwiało to bowiem wykorzystanie systemu Trident do ataku na siły zbrojne Związku Radzieckiego (counterforce strike) zamiast odwetowego ataku na miasta, w tym także pierwszego ataku (first strike). Trident II był w rzeczywistości opracowywany jako system zdolny do każdego typu ataku – w tym również counterforce, przy czym rozumiano go jako atak na obiekty militarne w odróżnieniu od cywilnych, z którego zasadniczo wyłączone są obszary gęsto zaludnione. Do podstawowych celów takiego ataku należały podziemne silosy rakietowe pocisków międzykontynentalnych, mobilne drogowe i kolejowe wyrzutnie ICBM, bazy okrętów podwodnych przenoszących pociski balistyczne i bazy bombowców strategicznych – zwłaszcza dalekiego zasięgu, składy głowic i innej amunicji jądrowej, kompleksy konstrukcyjne i produkcyjne broni jądrowej, centra dowodzenia, kontroli i łączności, itp. Relatywnie niewielka i spóźniona opozycja wobec Trident II D-5, napędzana była zwłaszcza ową charakterystyką techniczną systemu, zapewniającą mu wysokie prawdopodobieństwo zniszczenia celów utwardzonych. Bardziej formalna opozycja wobec programu Trident D-5 – w systemie politycznym – skupiona była wokół członka Izby Reprezentantów Kongresu Thomasa Markeya, który początkowo sprzeciwiał się programowi pocisku, a gdy stało się jasne iż program D-5 będzie kontynuowany, skupił się na proteście wobec silniejszej głowicy W88. Podstawą jego oporu wobec Trident II były możliwości tego pocisku w zakresie wykorzystania jako broń pierwszego uderzenia, co niezależnie od amerykańskich intencji mogło być źródłem sowieckich obaw w zakresie amerykańskiego ataku wyprzedzającego oraz zwiększyć ryzyko wybuchu wojny nuklearnej w razie ewentualnego ekstremalnego wzrostu napięcia międzynarodowego. Opozycja wobec Trident II nie mogła być jednak skuteczna w czasach zwiększonych amerykańskich obaw o zdolność własnego arsenału jądrowego Stanów Zjednoczonych do przetrwania radzieckiego pierwszego uderzenia jądrowego. Nie bez znaczenia był także fakt, iż nie mógł być skuteczny sprzeciw wobec obu amerykańskich programów strategicznych jednocześnie – zarówno wobec MX, jak i wobec Trident II, zwłaszcza w sytuacji gdy to program MX postrzegany był jako bardziej kontrowersyjny, z uwagi na większe możliwości użycia Peacekeeper jako broni pierwszego uderzenia.
W odpowiedzi na zastrzeżenia, zwolennicy systemu D-5 podnosili, iż wprawdzie celność tego systemu predestynuje go do ataku na silosy rakietowe i inne cele utwardzone, jednakże z uwagi na trudności komunikacyjne w łączności z okrętami podwodnymi, użyteczność systemu Trident II jako „first strike weapon” jest względna. Wprowadzenie do łączności z okrętami fal o ekstremalnie niskiej częstotliwości (ELF) zapewniło większy stopień pewności otrzymania przez zanurzone okręty sygnału bojowego „EAM” (Emergency Action Message) niż za pomocą systemów o wyższych częstotliwościach, wciąż jednak istnieją wątpliwości, czy tego rodzaju atak może w praktyce zostać wykonany bez zapewnienia efektywnej łączności dwukierunkowej.
Czołowy zwolennik Trident II w administracji prezydenta Jimmy’ego Cartera – dr Seymour Zeiberg, argumentował, że kwestia celów super-utwardzonych została uregulowana w zasadach narodowej strategii wojennej określonej w dokumencie PD-59. Zgodnie z jego stanowiskiem, w Związku Radzieckim znajduje się wiele celów, które w krytycznej sytuacji muszą zostać zaatakowane w krótkim czasie, gdyż reprezentują największa wartość strategiczną. Niezbędne w związku z tym jest zwiększenie zdolności Stanów Zjednoczonych do wyłączenia takich czasowo krytycznych sowieckich celów. Niezależnie, czy system łączności z okrętami jest wystarczająco elastyczny i sprawny, kwestia zdolności Trident II do wykonania takiego zadania w razie konfliktu nuklearnego, wydaje się być wciąż pytaniem otwartym.
Debata pomiędzy uważającymi, iż rozwój amerykańskiego potencjału SLBM powinien ograniczać się jedynie do zapewnienia skuteczności odstraszania nuklearnego, a uważającymi, że US Navy powinna wzmacniać także swój potencjał w zakresie możliwości uderzenia na siły jądrowe ZSRR, toczyła się także w samej marynarce. Sam szef SPO, a następnie SSPO, Levering Smith uważał, że niewrażliwy na atak przeciwnika i gwarantujący skuteczne „drugie uderzenie” system SLBM, jest wystarczający dla powstrzymania Związku Radzieckiego przed atakiem na Stany Zjednoczone. Nie wszyscy jednak uważali, że Gwarantowane Wzajemne Zniszczenie (MAD) jest najbardziej pożądaną doktryną. Od samego początku rozwoju amerykańskiego systemu FBM, funkcjonowali w marynarce oficerowie i inne osoby na wysokich stanowiskach, które nie chciały powierzać losu całego narodu i państwa logice zakładnika założenia o racjonalności poczynań sowieckich przywódców. Wśród różnych teorii pojawiła się nawet teza, że w razie wykonania przez ZSRR pierwszego uderzenia jądrowego, straty w Stanach Zjednoczonych będą tak duże, iż będący niechybnie pod ich wrażeniem prezydent nie zdecyduje się na odpowiedź nuklearną – nie chcąc zwiększać rozmiarów strat ludzkich wywołanych drugim uderzeniem sowieckim sprowokowanym amerykańskim kontruderzeniem
Zmiany w tradycyjnej roli amerykańskiego morskiego systemu balistycznego, uwidocznione w programie ULMS/Trident, były początkowo trudne do zrozumienia. Dotychczasowy system będący ostatnią instancją nuklearnego odstraszania odwetowego, był łatwo zrozumiały, prawdopodobnie brzmiący oraz szeroko wspierany. W odróżnieniu od tej roli, zadania związane z „twardymi celami” oraz „misjami krytycznymi czasowo”, były trudne do powszechnego zrozumienia. Wszystkie jednak debaty publiczne nad pociskiem D-5 ustały z momentem rozpadu ZSRR oraz w obliczu głębokich cięć w arsenale jądrowym USA. Dzisiejsza zaś debata w tym zakresie dotyczy tego, jaki kraj mógłby potencjalnie stać się celem tych pocisków, niż wymianą poglądów „za” i „przeciw” nim.

## Program testów Trident II
28 października 1983 roku zastępca sekretarza obrony autoryzował rozpoczęcie przez marynarkę ostatecznego „pełnoskalowego” programu konstrukcyjnego pocisku Trident II oraz zapoczątkowanie produkcji, z terminem osiągnięcia wstępnej gotowości operacyjnej (IOC) ustalonym na grudzień 1989 roku.
Początkowy plan testów rozwojowych zakładał 20 lotów pocisków D-5X z platformy lądowej oraz 10 startów z okrętów. Ostatecznie, testy pocisku w locie i jego podsystemów naprowadzania rozpoczęły się w styczniu 1987 roku, program został jednak ograniczony do 19 startów z platformy lądowej oraz 9 z zanurzonego okrętu, pozostałe bowiem testy uznano za zbędne i niepotrzebnie zwiększające koszty programu. Zaplanowany początkowo na w sumie 30 startów program, przerodził się wkrótce w największy, najbardziej kompleksowy i najdroższy program testowy pocisków balistycznych w historii amerykańskiego uzbrojenia.

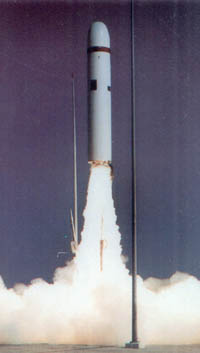
Trident II w trakcie startu testowego z Przylądka Canaveral

Zaktualizowany plan testów przewidywał 40 prób operacyjnych w ciągu trzech lat po wejściu Trident II do służby. Ich celem miało być ustalenie stopnia pewności pocisków oraz parametrów celności dla celów Zintegrowanego Planu Operacyjnego Sił Zbrojnych (Single Integrated Operational Plan – SIOP), stanowiącego zasady strategii postępowania na wypadek ataku nuklearnego. Po zakończeniu fazy testów operacyjnych, program przewidywał kolejny etap prób, określanych jako „Follow-on Test (FOT) program”, składający się z 260 lotów testowych w ciągu 20 lat (16 testów rocznie przez pierwsze 5 lat, oraz 12 startów rocznie w następnych latach), których celem miała być bieżąca aktualizacja parametrów SIOP, przez wykrycie problemów rozwojowych pocisków oraz określenie sposobów zaradzenia im. Trzecia i ostatnia faza testów – składająca się z 56 startów, przeprowadzona miała być w trakcie prób nowych okrętów lub jednostek po generalnych remontach w stoczni (Demonstration and Shakedown Operations – DASO). Program ten przekraczał wytyczne ustalone przez Kolegium Połączonych Szefów Sztabów, toteż wkrótce – w celu zmniejszenia kosztów – podjęto rozważania dotyczące możliwości zmniejszenia programu testów operacyjnych do 36 startów, oraz o 176 do 100 w drugim etapie (FOT) i do 45 startów w etapie trzecim. Ostatecznie, zdecydowano się na przyjęcie zasady, iż w razie powodzenia kolejnych testów, liczba startów testowych może zostać zmniejszona w toku programu. Zasada ta dotyczyć miała w pierwszej kolejności fazy testów operacyjnych, przy czym ewentualne problemy w trakcie testów zdecydować mogły o zwiększeniu liczby startów testowych. Cały program posiadał dwa fundamentalne cele – ustalenie stopnia wiarygodności systemu oraz rzeczywistej celności pocisków i ich głowic, drugim natomiast zadaniem było wykrycie błędów konstrukcyjnych i ustalenie sposobów ich naprawy. Pomyślany był jednak także jako sposób demonstracji Związkowi Radzieckiemu amerykańskich możliwości technologicznych, a przez to zwiększenie możliwości systemu w zakresie strategicznego odstraszania nuklearnego. W zakresie testów DASO, marynarka planowała dwa starty testowe z każdego z czterech pierwszych okrętów Ohio przeznaczonych do przenoszenia Trident II oraz po jednym starcie z każdego z następnych wchodzących do służby okrętów (co oznacza w sumie osiem jednostek) oraz jednostek podlegających konwersji z przenoszących Trident I C-4, na Trident II D-5. Dodatkowo także, każdy okręt po generalnym remoncie wykonać miał jeden strzał testowy. Rezultaty pierwszych testów wykazały, iż program osiągnął założone do osiągnięcia na tym etapie rozwoju systemu cele. Na 19 przeprowadzonych testów z lądowej wyrzutni na przylądku Canaveral (Cape Canaveral Air Force Station), 15 zakończyło się sukcesem, w jednym teście osiągnięto częściowy sukces, 2 zakończyły się niepowodzeniem, jeden zaś test został określony jako „no-test”. W tym ostatnim przypadku – piętnastego testu – wkrótce po starcie wydano komendę samozniszczenia pocisku we wczesnej fazie lotu, mimo że do momentu decyzji o przerwaniu testu pocisk pracował prawidłowo. Mimo iż większość testów przebiegała prawidłowo i zakończona była sukcesem, każdy przypadek niepowodzenia spowodowany był różnymi problemami w odrębnych fazach lotu pocisku.
1. Test „częściowo udany”:
  - Problem stwierdzony podczas siódmego testu wymagał przekonstruowania dyspensera głowic MIRV (Post Boost Control System). Podczas fazy rozmieszczania głowic w siódmym teście, jeden z zaworów kontrolujących przepływ przez system gorących gazów pozostał zamknięty, co ograniczyło zdolności manewrowe dyspensera. Jak stwierdzono po analizie danych z testu, przyczyną awarii było przegrzanie i zanieczyszczenie zaworu[6]. Przekonstruowany zawór został wprowadzony do programu testowego na rok 1989.
2. Testy nieudane:
  - Podczas testu numer 9, około czternastej sekundy pracy silnika 3 stopnia, pocisk zszedł z kursu, co spowodowało uruchomienie systemu samodestrukcji. Analiza okoliczności awarii ujawniła, że jej powodem było spięcie elektryczne w jednym ze źródeł zasilania, co uniemożliwiło komputerowi odpowiedzialnemu za kontrolę lotu wydawanie prawidłowych komend sterowania dla trzeciego stopnia napędowego[6]. Przyczynę awarii usunięto w drodze niewielkich zmian komputera kontroli lotu.
  - W trzynastym teście stwierdzono problem w podsystemie sterowania wektorem ciągu silnika pierwszego stopnia, co około 55 sekundy lotu spowodowało utratę kontroli i zejście pocisku z kursu. Ze względów bezpieczeństwa, pocisk został zdalnie zniszczony z naziemnego stanowiska kontroli[6].
3. „No test”:
  - W trakcie piętnastego testu pocisk otrzymał komendę samozniszczenia we wczesnej fazie lotu. Do momentu destrukcji nie stwierdzono jednakże żadnych problemów technicznych, próba nie została w związku z tym uznana za prawidłowo przeprowadzony test. Komenda autodestrukcji została wydana na skutek splotu okoliczności obejmującego zaprogramowaną specyficzną trajektorię lotu, warunki pogodowe przed startem oraz dynamikę pocisku w trakcie lotu. W jego wyniku, niepoinformowany o zmianie w zaprogramowanej trasie lotu[26] oficer kontrolujący lot pocisku uznał, iż pocisk przekroczy ustalony dla niego korytarz bezpieczeństwa[6].

### Pierwszy test podwodny
21 marca 1989 roku przeprowadzono zakończony niepowodzeniem start z pokładu zanurzonego USS „Tennessee”. Z uwagi na fakt, iż był to pierwszy podwodny start D-5 (22 w ogóle), niepowodzenie to miało dość spektakularny charakter i zostało odnotowane w publicznie dostępnych mediach. Przyczyna niepowodzenia leżała w mechanicznych komponentach dyszy silnika pierwszego stopnia i systemie kontroli wektora ciągu (TVC – Thrust-vector control system). Test ten był trzecim całkowicie nieudanym testem od początku programu, jednocześnie jednak – był przedostatnim już przeprowadzonym przez US Navy testem Trident II D-5, który zakończył się niepowodzeniem. Do dziś bowiem (maj 2012 r.) przeprowadzono serię 142 kolejnych udanych testów.

## Produkcja i rozmieszczenie
| Rok       | US Navy | Royal Navy |
| --------- | ------- | ---------- |
| 1987      | 21      |            |
| 1988      | 66      |            |
| 1989      | 66      |            |
| 1990      | 41      | 3          |
| 1991      | 52      |            |
| 1992      | 28      | 23         |
| 1993      | 21      | 18         |
| 1994      | 24      |            |
| 1995      | 18      |            |
| 1996      | 6       |            |
| 1997      | 7       | 7          |
| 1998      | 5       | 7          |
| 1999      | 5       |            |
| 2000      | 12      |            |
| 2001      | 12      |            |
| 2002      | 12      |            |
| 2003–2007 | 29      |            |
| 2007–2017 | 108     |            |
| Razem     | 533     | 58         |

Jeszcze przed formalnym wyborem producenta pocisków, Strategic Systems Program Office ścisłe współpracował z jego prawdopodobnymi wykonawcami. Ostatecznie, SSPO zachowało ogólną kontrolę nad rozwojem programu, który jednak – jak wszystkie wielkie projekty związane z bronią – szybko obrósł siecią wzajemnych powiązań, tak w zakresie komunikacyjnym jak i odpowiedzialności. Pierwsze zamówienie produkcyjne na pociski Trident II D-5 złożono w Lockheed Missiles and Space Company Inc. w roku budżetowym 1987. Lockheed został wybrany wiodącym podmiotem w programie produkcji tych pocisków, ustanowił jednakże sześciu podwykonawców spośród innych przedsiębiorstw, te z kolei powierzyły wykonanie części systemu setkom kolejnych firm. Wyrzutnie pocisków, systemy naprowadzania, pokładowe systemy kontroli ognia okrętów, systemy nawigacyjne oraz instrumentarium, uznawane były w programie za odrębne podsystemy, których producenci ścisłe współpracowali z Lockheedem raz marynarką. W samej marynarce, poszczególnymi częściami pocisku oraz okrętów zajmowało się 15 agencji. Ostatecznie liczba podmiotów zaangażowanych w produkcję Trident II D-5 sięgnęła 1800.
Pociski tego typu miały być dostarczone marynarce po około dwóch latach od złożenia zamówienia, toteż pierwsze dostawy D-5 rozpoczęły się w roku 1989. Rok później – w marcu 1990 roku – Trident II D-5 wyszły na pierwszy patrol operacyjny na pokładzie dziewiątego w kolejności budowy okrętu Trident/Ohio – USS „Tennessee”.

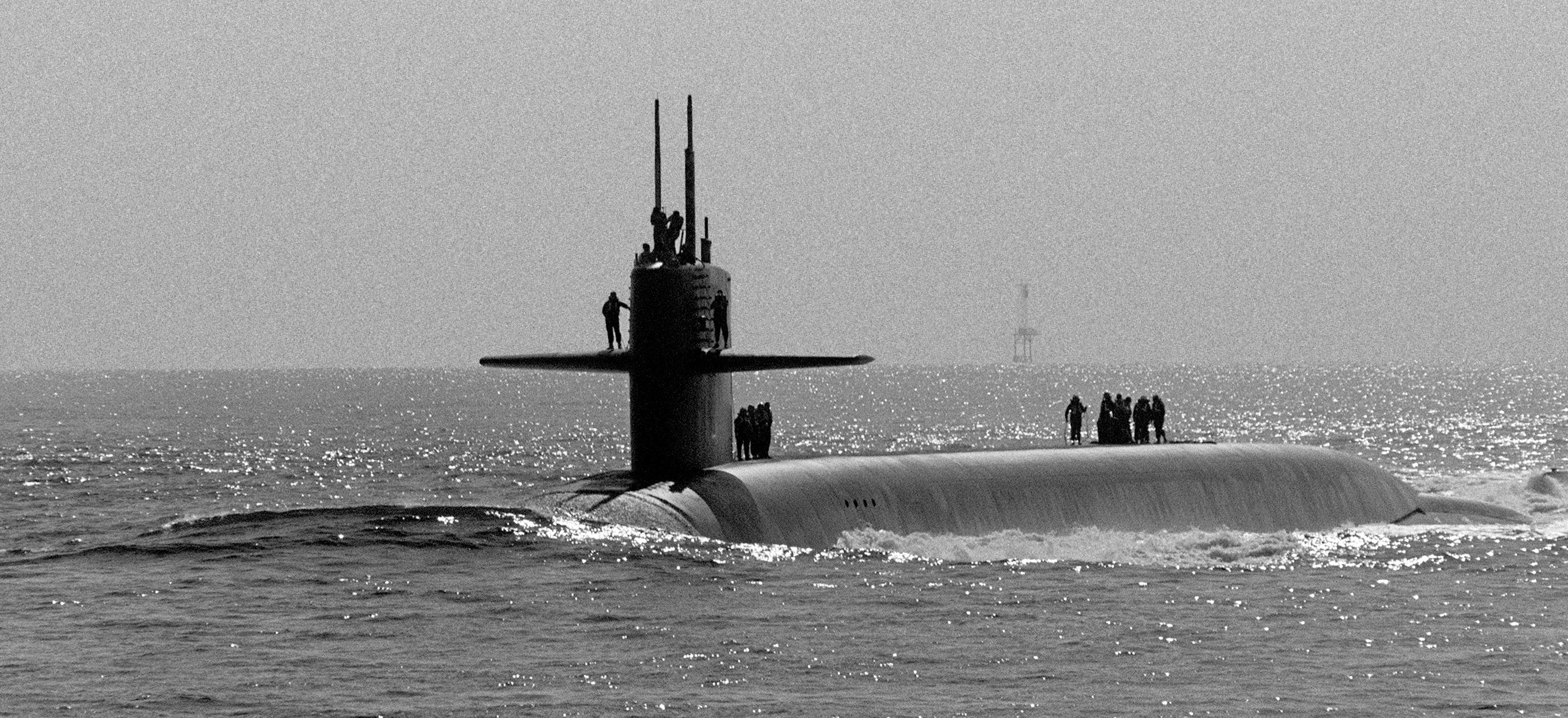
USS „Tennessee” – pierwszy okręt typu Ohio przenoszący pociski Trident II D-5

W 1996 roku flota okrętów typu Trident osiągnęła planowaną liczbą 18 jednostek. Pierwotnie pociski Trident II zostały rozmieszczone na ośmiu okrętach podwodnych typu Floty Atlantyku. Osiem okrętów Floty Pacyfiku wciąż pozostawały uzbrojone jedynie w pocisku Trident I C-4. Decyzja Marynarki o wprowadzeniu nowych pocisków Trident do Floty Pacyfiku zapadła dopiero w 1996 r. Wymiana pocisków C-4 na D-5 odbywała się w trakcie zwykłych prac przewidzianych planem konserwacji i remontów okrętów, począwszy od roku 2000. Pomimo nie wejścia w życie zawartego w 1993 roku traktatu START II, w grudniu 2003 roku Stany Zjednoczone rozpoczęły proces wycofywania czterech pierwszych okrętów Trident ze służby w ramach strategicznych sił odstraszania nuklearnego, dokonując ich technicznej konwersji na przenoszące pociski manewrujące okręty klasy SSGN. Po zakończeniu w lutym 2008 roku konwersji ostatniej z czterech jednostek – USS „Georgia”, pociski D-5 przenoszone są przez 14 okrętów SSBN.
Na lata 2003–2013 planowano zamówienie i wykonanie kolejnych 172 pocisków, jednakże ich produkcję chwilowo przerwano w roku 2005, kiedy konstrukcyjny czas przewidywanego użytku nowych pocisków wynosił 30 lat. Spowodowało to konieczność przedłużenia ich czasu używania do w sumie 42 lat (dwa okresy dwudziestoletnie przedzielone dwuletnim okresem wymiany paliwa i generalnego przeglądu, połączonego także z wymianą systemu naprowadzania Mk 6 i innych podzespołów elektronicznych).
Nie jest znana dokładna liczba okrętów przenoszących przeznaczone dla Trident D-5 głowice W88, których wyprodukowano jedynie 404 sztuki. Ta liczba głowic W88 o mocy 475 kt oznacza bowiem, że wyposażono w nie jedynie po dwadzieścia cztery pociski dwóch okrętów, w pozostałych zaś okrętach zainstalowano pociski D-5 z głowicami W76 o mniejszej mocy (100 kt).

## Trident II w brytyjskiej marynarce wojennej
Po objęciu przez Margaret Thatcher urzędu premiera Wielkiej Brytanii w maju 1979 roku, konserwatywny rząd brytyjski – w odróżnieniu od wcześniejszych rządów labourzystowskich – położył silny nacisk na utrzymanie narodowego arsenału odstraszania jądrowego, a także na wzmocnienie więzi ze Stanami Zjednoczonymi. Dodatkowo, w okresie w którym Margaret Thatcher obejmowała rząd, jedną z najistotniejszych politycznych kwestii w Europie był wzrost napięcia międzynarodowego spowodowany zapoczątkowaną w 1978 roku wymianą przez Związek Radziecki pocisków SS-4 i SS-5 na IRBM SS-20 (Pionier). W odpowiedzi na ich rozmieszczenie, w 1983 roku Stany Zjednoczone rozpoczęły rozmieszczanie w Europie pocisków manewrujących GLCM, a od 1984 roku pocisków MRBM Pershing II – na co w grudniu 1979 roku wyraził zgodę m.in. odchodzący z urzędu labourzystowski poprzednik „żelaznej damy” James Callaghan. Szybko po objęciu urzędu, nowy minister obrony Zjednoczonego Królestwa Francis Pym wznowił podjęte jeszcze przez rząd Callaghana (w 1979 roku) rozmowy z administracją prezydenta Cartera, w sprawie wymiany brytyjskiego systemu Polaris na Trident.

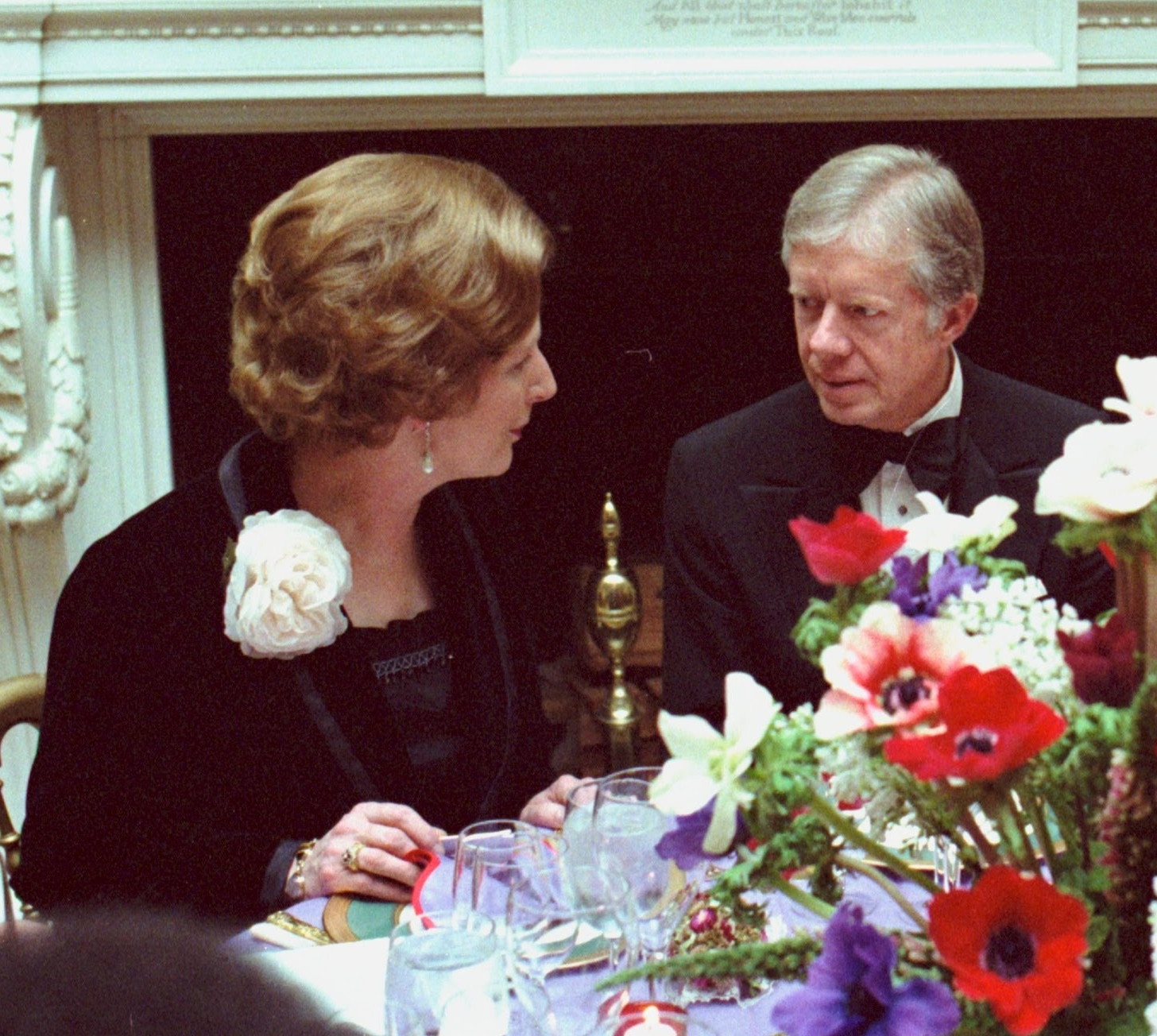
Margaret Thatcher z Jimmym Carterem w grudniu 1980 roku

Rząd Margaret Thatcher miał co najmniej dwa powody dla jak najszybszego zakończenia negocjacji z USA w sprawie zakupu systemu Trident. Pierwszym z nich był proces negocjacji, a następnie ratyfikacji traktatu SALT II – w trakcie których Wielka Brytania najpierw nie wyrażała zgody na objęcie jej arsenału jądrowego przedmiotem rokowań między USA i ZSRR, a następnie obawiała się amerykańskiego procesu ratyfikacji tego traktatu. Drugim powodem chęci jak najszybszego zakończenia negocjacji z Waszyngtonem, były zaplanowane na listopad 1980 roku wybory prezydenckie w USA, w związku z którymi – jak się obawiano – odchodząca administracja zwyczajowo pozostawi wszystkie istotne decyzje nowemu prezydentowi, który obejmie urząd dopiero w styczniu 1981 roku. Stąd też, rząd brytyjski starał się zakończyć negocjacje najpóźniej do końca 1980 roku. W grudniu 1979 roku, powołany przez Thatcher rządowy komitet MICS 7 (zajmujący się strategią jądrową), podjął formalną decyzję o rekomendowaniu rządowi zakupu od Stanów Zjednoczonych systemu rakietowego Trident I C-4, z wyjątkiem głowic i okrętów, które miały zostać wyprodukowane w Wielkiej Brytanii. Rozpoczęte następnie szczegółowe negocjacje ze Stanami Zjednoczonymi doprowadziły do przedstawienia przez administrację prezydenta Cartera dwóch żądań. Pierwszym z nich było utworzenie amerykańskiej bazy na należącej do Wielkiej Brytanii wyspie Diego Garcia na Oceanie Indyjskim, drugim natomiast żądaniem było pokrycie przez rząd Wielkiej Brytanii kosztów zakupu przez USA brytyjskiego rakietowego systemu obrony przeciwlotniczej Rapier, z przeznaczeniem go dla ochrony amerykańskich baz na wyspach brytyjskich. Rząd brytyjski przystał na te warunki, niejako w zamian natomiast – Stany Zjednoczone zaproponowały zwolnienie Wielkiej Brytanii z konieczności pokrycia przez ten kraj znacznej części kosztów programu badawczo-konstrukcyjnego systemu Trident, zastępując je jedynie stałą pięcioprocentową składką. Ten pakiet został zaakceptowany przez premier Thatcher i sekretarza obrony USA Harolda Browna 2 czerwca 1980 roku, zaś 15 lipca rząd Wielkiej Brytanii oficjalnie ogłosił, iż zamierza zakupić od Stanów Zjednoczonych pociski Trident I C-4, celem rozmieszczenia ich na przygotowywanym nowym typie okrętów podwodnych. Formalne zawarcie porozumienia nastąpiło 30 września 1980 roku przez wymianę not pomiędzy ambasadorem Wielkiej Brytanii Sir Nicholasem Hendersonem a sekretarzem stanu Warrenem Christopherem. Co istotne, jakkolwiek porozumienie dotyczyło zakupu systemu Trident I, pozostawiało jednak otwartą możliwość zakupu nowocześniejszego systemu Trident II D-5, mimo iż program rozwojowy D-5 nie został jeszcze w Stanach Zjednoczonych zakończony.
Zakup w Stanach Zjednoczonych systemu Trident związany był z jednej strony z istniejącą już w Wielkiej Brytanii infrastrukturą dla obsługi amerykańskiej technologii SLBM, z drugiej natomiast strony oznaczał, iż Zjednoczone Królestwo nie jest w stanie w pojedynkę dźwigać ciężaru własnego systemu odstraszania nuklearnego – co było idea fixe francuskiej polityki w tym zakresie. Wpływ na to miała zarówno generalna zbieżność celów polityki brytyjskiej z amerykańską, jak również – w znacznej mierze – lepsza efektywność kosztowa takiego rozwiązania. Nabycie produktów amerykańskiej technologii zwiększyło także wiarygodność brytyjskiego systemu odstraszania w nadchodzącym XXI wieku oraz pozwoliło na zaoszczędzenie wielu problemów, których doświadczyła Wielka Brytania przy własnym niezwykle kosztownym programie Polaris A3TK (Chevaline).
| Okręt                  | wodowanie            | wejście do służby | Trident II   |
| ---------------------- | -------------------- | ----------------- | ------------ |
| HMS „Vanguard” (S28)   | 4 marca 1992         | 14 sierpnia 1993  | 1994 – nadal |
| HMS „Victorious” (S29) | 29 września 1993     | 7 stycznia 1995   | 1995 – nadal |
| HMS „Vigilant” (S30)   | 14 października 1995 | 2 listopada 1996  | 1998 – nadal |
| HMS „Vengeance” (S31)  | 19 września 1998     | 27 listopada 1999 | 2001 – nadal |

Już w marcu 1982 roku plany co do zakupu systemu Trident I zostały zmienione – Wielka Brytania zaczęła zmierzać do zakupu nowocześniejszych pocisków Trident II, które zapewnić miały Royal Navy znacząco większe możliwości od dotychczasowych pocisków Chevaline o zasięgu jedynie 4700 km. Trzy pierwsze pociski D-5 dla brytyjskiej marynarki wojennej zamówione zostały w 1990 roku, a do 1998 roku Wielka Brytania zakupiła 58 pocisków tego typu, z których 8 wykorzystano do testów, pozostałe zaś wyposażone w brytyjskie głowice MIRV zostały rozmieszczone na okrętach podwodnych typu Vanguard. Na wyposażeniu Royal Navy pozostają zasadniczo takie same pociski jak przenoszone przez okręty US Navy. W odróżnieniu jednak od pocisków w arsenale amerykańskim, pociski Royal Navy przenoszą brytyjskie głowice o mocy 100 kt opracowane w ścisłej współpracy ze Stanami Zjednoczonymi na podstawie amerykańskich głowic W76. Brytyjscy naukowcy pracowali wspólnie z amerykańskimi nad konstrukcjami ładunków jądrowych, w konsekwencji brytyjskie ładunki pocisków D-5, stanowią w praktyce kopię amerykańskiej W76. Ładunki te umieszczono także w zakupionych w Stanach Zjednoczonych pojazdach powrotnych Mark 4. Pierwsze zamówione w 1990 roku Trident II weszły do arsenału jądrowego Wielkiej Brytanii w 1992 roku, a wstępną gotowość operacyjną (Initial Operating Capability – IOC) osiągnęły w 1994 roku na pokładzie przyjętego do służby 14 sierpnia 1993 roku HMS „Vanguard”. Trident D-5 rozmieszczono w Royal Navy na okrętach podwodnych z napędem atomowym typu Vanguard, nie jest przy tym publicznie znana dokładna liczba przenoszonych przez nie głowic.
Większość spekulacji wskazuje liczbę nie większą niż 192 głowice, co oznacza cztery okręty z szesnastoma pociskami po cztery głowice każdy – przy czym w każdym czasie jeden okręt miał znajdować się w trakcie napraw lub innego rodzaju obsługi. W praktyce prawdopodobne jest także, iż niektóre pociski przenoszą jedynie jedną głowicę, co uwzględnia brytyjski podział na systemy strategiczne oraz przeznaczone do ograniczonego, taktycznego użytku. W takim przypadku, liczba głowic przenoszona przez brytyjskie Trident II byłaby mniejsza niż 192, w każdym jednak razie większa od 96 głowic przenoszonych wcześniej przez Polaris A3TK.

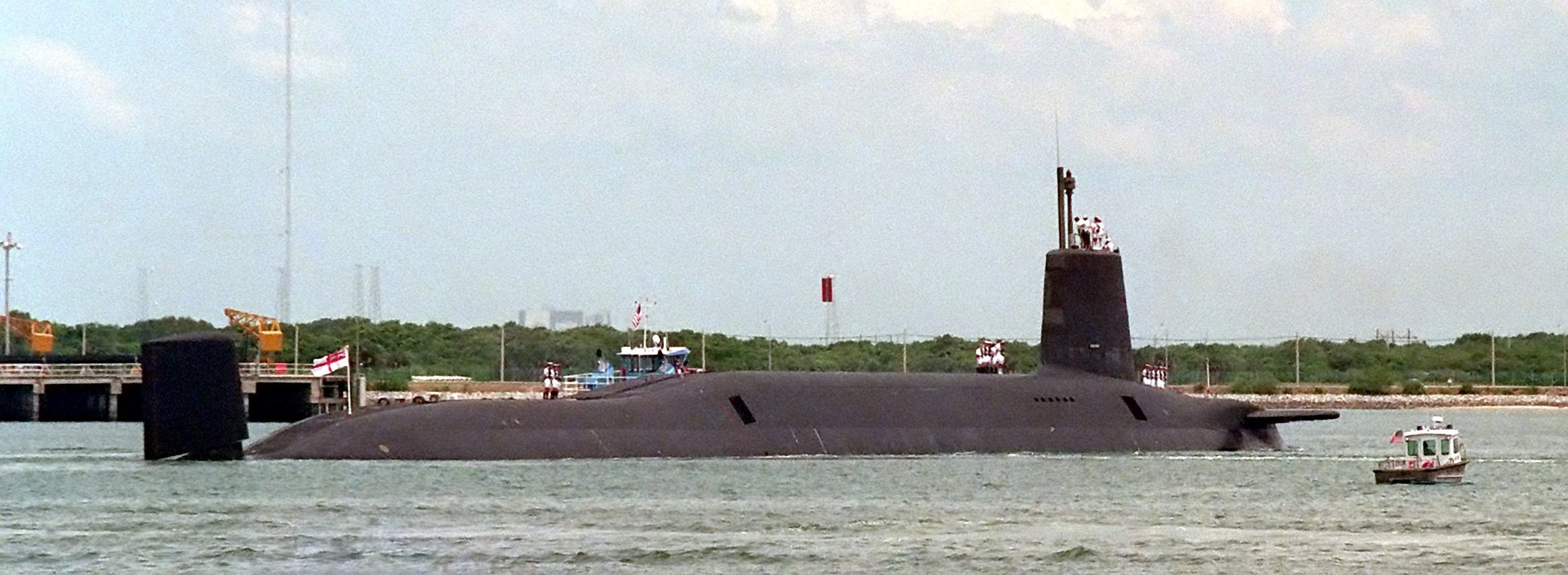
HMS „Vanguard” – pierwszy brytyjski „Trident”

Wybory parlamentarne w kwietniu 1992 roku stały się okazją do publicznej debaty nad rozmiarami brytyjskich sił jądrowych. Brytyjska Partia Konserwatywna opowiadała się za czterema okrętami, liberałowie postulowali trzy jednostki, Laburzyści zaś stanęli na stanowisku, iż skoro Royal Navy oświadczyła, że dla sukcesu brytyjskiego programu Trident potrzebne są trzy jednostki, oznacza to, że w rzeczywistości wystarczą dwie. Dzięki wyborczemu zwycięstwu torysów ostatecznie zamówiono dla marynarki cztery okręty typu Vanguard, które kolejno wyposażano następnie w pociski D-5. Jakkolwiek zamówiono i przyjęto do służby operacyjnej 4 jednostki, brytyjskie zasady operacyjne przewidują, że w każdym czasie na patrolu bojowym w morzu znajduje się tylko jeden okręt. W tym samym czasie jedna jednostka znajduje się w trakcie wyposażania lub remontów, dwie pozostałe znajdują się w porcie w stanie gotowości do wyjścia w morze na żądanie. Uwzględnić należy przy tym fakt, iż przenoszą one Trident II uzbrojone w znacznie mniejszą liczbę głowic, niż 8 głowic ich amerykańskich odpowiedników, czy tym bardziej maksymalną teoretycznie możliwą do przeniesienia liczbę 14-16 głowic. Zdaniem Malcolma Rifkinda, ówczesnego brytyjskiego ministra obrony, cztery okręty nie tylko zapewniają, że jeden z nich zawsze może znajdować się w morzu, ale też zezwalają na stosowanie efektywnego kosztowo wzorca operacyjnego wykorzystania jednostek. Zmniejszenie natomiast liczby przenoszonych przez pociski głowic, skutkuje zwiększeniem zasięgu – dzięki czemu zwiększa się liczba celów objętych obszarem rażenia jednego okrętu, sam zaś okręt może znajdować się w większej odległości od swoich głównych celów.

## Zdolność bojowa Trident II
Po zakończeniu zimnej wojny rozmieszczone pod pokładami okrętów podwodnych pociski Trident II D-5 nie są wycelowane w jakikolwiek punkt na Ziemi. Są jednak pierwszymi amerykańskimi strategicznymi pociskami międzykontynentalnymi, które z pokładu okrętu mogą być w każdej chwili wycelowane na dowolny cel w trakcie trwania patrolu jednostki je przenoszącej.
Jedna jednostka typu Ohio może przenosić 24 pociski typu Trident II, aktualnie uzbrojone w 8 głowic W76 o mocy 100 kt lub W88 o mocy 475 kt. Nominalna sumaryczna moc eksplozji wszystkich głowic jednego okrętu wynosi 19,2 megatony w przypadku okrętów wyposażonych w pociski z głowicami W76 oraz 91,2 megatony w przypadku okrętów wyposażonych w pociski z głowicami W88. Dla porównania, łączna oszacowana moc wszystkich amerykańskich bomb lotniczych zrzuconych na Europę i Japonię w trakcie II wojny światowej wynosiła ok. 2 megaton. Jak wynika z przeprowadzonych przez niezależne organizacje pozarządowe symulacji komputerowych, w razie użycia pocisków i głowic jednego tylko okrętu systemu Trident przeciwko rosyjskim miastom, łączna suma ofiar w ludziach sięgałaby 30–45 milionów ofiar, z czego większość stanowiłyby ofiary śmiertelne. W przypadku odpowiadającego atakowi jednego okrętu podwodnego za pomocą rakiet Trident II, ataku na miasta 150 jednogłowicowych pocisków Minuteman III (MM III), łączna suma rosyjskich ofiar sięgnęłaby 40 do 60 milionów ludzi. Atak za pomocą Trident II pociągnąłby za sobą mniej ofiar w ludziach nawet przy większej liczbie głowic – z uwagi na większą precyzję uderzenia. Kluczową sprawą jednak pozostaje fakt, że zaledwie jeden okręt podwodny wyposażony w rakiety Trident II, zdolny jest do zabicia 1/3 obywateli Rosji. Pozostaje to kwestią wyboru celów ewentualnego ataku przez Stany Zjednoczone, które dysponują w tym względzie szerokim wachlarzem możliwości – zaczynając od opcji „zero ofiar”, po najwyższy możliwy poziom ofiar śmiertelnych.

### Zwalczanie celów superutwardzonych
Osobną kwestią jest skuteczność w zwalczaniu celów superutwardzonych, zwłaszcza silosów rakietowych. Zgodnie z opinią szefa dowództwa amerykańskich strategicznych sił powietrznych (Commander-in-Chief of Strategic Air Command) generała Bennie Davisa – w przypadku celów utwardzonych powyżej 6000 psi problem celowania automatycznie ulega znacznej komplikacji. Zdaniem generała Davisa, komplikacja ta jest częściowo niwelowana przez przeznaczenie na każdy cel dwóch bądź więcej głowic [w celu zwiększenia prawdopodobieństwa zniszczenia celu]. Jak bowiem wynika z wyliczeń, prawdopodobieństwo zniszczenia silosu pocisku UR-100 (SS-11) utwardzonego do wytrzymałości na poziomie 5000 psi przy użyciu przez pocisk Minuteman III głowicy W78 wynosi 0,66 (przyjmując moc 335 kt i CEP 183 metry), podczas gdy prawdopodobieństwo zniszczenia tą sama głowicą wyrzutni pocisku MR-UR-100 (SS-17) utwardzonego do poziomu 12000 psi wynosi jedynie 0,39. Przy użyciu na ten sam cel dwóch pocisków Minuteman III, prawdopodobieństwo wzrasta do 0,63 oraz do 0,77 przy skierowaniu na ten cel trzech głowic. Przy zastosowaniu pocisków charakteryzujących się większą celnością, prawdopodobieństwo zniszczenia celu utwardzonego już pierwszą głowicą wzrasta w sposób znaczny.
| Głowica | Moc (kt) | CEP (m) | SSPK R-36M (SS-18) silos typu III-F | DSPK SS-18 silos typu III-F | SSPK UR-100N/UR-100NUTTH (SS-11/19) silos typu III-G | DSPK SS-11/19 silos typu III-G) | SSPK SS-11/19 silos typu III-F MOD) | DSPK SS-11/19 silos typu III-F MOD) |
| --- | -------- | ------- | ----------------------------------- | --------------------------- | ---------------------------------------------------- | ------------------------------- | ----------------------------------- | ----------------------------------- |
| W76 (Trident I) | 100      | 500     | 0,022                               | 0,044                       | 0,024                                                | 0,047                           | 0                                   | 0                                   |
| W76 (Trident I) | 100      | 229     | 0,103                               | 0,195                       | 0,112                                                | 0,211                           | 0                                   | 0                                   |
| W76 (Trident II) | 100      | 183     | 0,155                               | 0,286                       | 0,169                                                | 0,309                           | 0                                   | 0                                   |
| W76 (Trident II) | 100      | 129     | 0,286                               | 0,490                       | 0,309                                                | 0,523                           | 0                                   | 0                                   |
| W62 (MM III) | 170      | 183     | 0,230                               | 0,407                       | 0,254                                                | 0,443                           | 0,183                               | 0,333                               |
| W78 (MM-III) | 335      | 183     | 0,360                               | 0,590                       | 0,403                                                | 0,644                           | 0,299                               | 0,509                               |
| W88 (Trident II) | 475      | 183     | 0,442                               | 0,689                       | 0,496                                                | 0,476                           | 0,375                               | 0,609                               |
| W88 (Trident II) | 475      | 129     | 0,687                               | 0,902                       | 0,744                                                | 0,934                           | 0,608                               | 0,846                               |
| W87-0 (MX) | 300      | 91      | 0,805                               | 0,962                       | 0,848                                                | 0,977                           | 0,726                               | 0,925                               |
| SSPK – Single-shot kill probability (prawdopodobieństwo zniszczenia celu jedną głowicą) DSPK – double-shot kill probability (prawdopodobieństwo zniszczenia celu dwoma głowicami) Przedstawione wskaźniki prawdopodobieństwa zniszczenia silosów dotyczą eksplozji głowic na poziomie gruntu lub pułapie nie wyższym niż 200 metrów. Wraz ze wzrostem pułapu eksplozji ponad 200 metrów, wskaźnik kill probability maleje w znaczący sposób. |          |         |                                     |                             |                                                      |                                 |                                     |                                     |

### Zwalczanie mobilnych wyrzutni ICBM

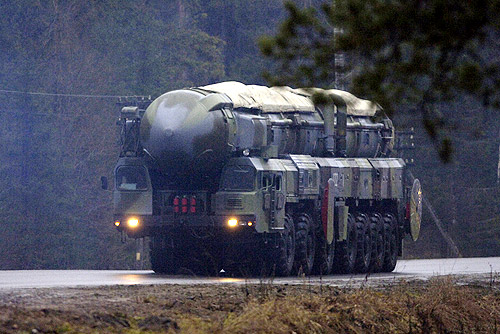
Drogowa wyrzutnia typu TEL pocisków Topol (SS-25)

Odrębnym zagadnieniem jest zdolność Trident II do niszczenia pocisków ICBM rozmieszczonych na mobilnych wyrzutniach drogowych typu TEL (Transporter-Erector-Launcher). Skuteczność D-5 przeciwko tego rodzaju wyrzutniom uzależniona jest w dużej mierze od akwizycji danych i innych informacji o ich dyslokacji, a także od ich uaktualniania w czasie rzeczywistym. Pochodzący z 1969 raport Defense Intelligence Agency klasyfikuje stopień skuteczności rażenia drogowych mobilnych wyrzutni ICBM – ustalając najwyższy wskaźnik 11Q9 symbolizujący zniszczenie wyrzutni, zdefiniowany jako „transporter przewrócony i pocisk rozbity”. Dla głowicy o mocy 100 kt (jak W76) optymalnym pułapem detonacji w ataku na ruchome lądowe wyrzutnie pocisków balistycznych jest wysokość 1250 metrów, skutkująca całkowitymi zniszczeniami w obszarze o promieniu 2875 metrów. Rozproszone wyrzutnie pocisków balistycznych, np. Topol (SS-25) lub Topol-M (SS-27), mogą być zagrożone przez jedną głowicę W76 w obszarze o powierzchni 26 km². Oznacza to, iż jeśli wyrzutnia na podwoziu samochodowym MAZ porusza się z prędkością 20 km/h, w celu skutecznego jej wyeliminowania, atak za pomocą W76 na nią, musi być przeprowadzony w ciągu 15 minut od wykrycia poruszającego się pojazdu. Wskazany przedział czasowy jest z grubsza zgodny z możliwościami SLBM, które charakteryzują się stosunkowo spłaszczona trajektorią. Nie bez znaczenia pozostaje fakt, iż rakiety Trident przenoszą 8 głowic MIRV, co oznacza iż grupa poruszających się wyrzutni może być w sposób skoordynowany atakowana 8 głowicami według określonego wzorca na obszarze około 200 km².

## Konwencjonalna modyfikacja Trident
Przeprowadzone na początku wieku analizy sytuacji międzynarodowej oraz w zakresie stanu sił zbrojnych wskazały, iż bezpieczeństwo narodowe Stanów Zjednoczonych może w pewnych sytuacjach zależeć od zdolności amerykańskich sił zbrojnych do działania w odpowiedzi na narastające zagrożenia o charakterze asymetrycznym. Powstała w odpowiedzi na nie koncepcja Prompt Global Strike (PGS) stanowiła próbę wypracowania możliwości globalnego, precyzyjnego uderzenia o krótkim czasie przeprowadzenia – bez uciekania się do środków drastycznych w postaci użycia broni jądrowej, z wykorzystaniem Trident D-5 jako broni kinetycznej. Tak uzbrojony Trident służyć miał do ataku na obozy szkoleniowe terrorystów, wrogie instalacje rakietowe, tajne składy broni biologicznej, chemicznej lub jądrowej oraz inne potencjalnie krytyczne czasowo cele. Zgodnie z założeniami przedstawionymi przez generała Jamesa Cartwrighta – szefa amerykańskiego Dowództwa Strategicznego (United States Strategic Command) – system wzmocni zdolność Stanów Zjednoczonych do wykonania wyprzedzającego ataku konwencjonalnego, przy maksymalnym ograniczeniu strat ubocznych, zwłaszcza wśród ludności cywilnej. Zgodnie z planami amerykańskiego Departamentu Obrony nowy system miałby obejmować dwa pociski Trident II w każdym okręcie typu Ohio (obok 22 z głowicami jądrowymi), z których każdy wyposażony miałby być w cztery głowice nieeksplozyjne – po dwie pary głowic odrębnych typów. Pierwszy z nich stanowić miały metalowe kule, które spadając na Ziemię z ogromną prędkością rozbijać miałyby budynki, drugą natomiast parę stanowić miały bomby typu flechette, których zadaniem miało być rozrzucenie wolframowych prętów niszczących pojazdy i inne mniej odporne cele na objętym atakiem terenie. System w planowanej konfiguracji z 2006 roku, nie przewidywał użycia głowic zdolnych do niszczenia obiektów ukrytych głęboko pod powierzchnią Ziemi. W celu uzyskania odpowiedniej dla uderzenia kinetycznego celności, przewidywał użycie nawigacji satelitarnej. Według oświadczenia generał Cartwrighta, przeprowadzone z taką konfiguracją testy dowiodły celności pocisku z dokładnością 5 jardów (ok. 4,5 metra), przy strzale na dystansie tysięcy mil morskich.

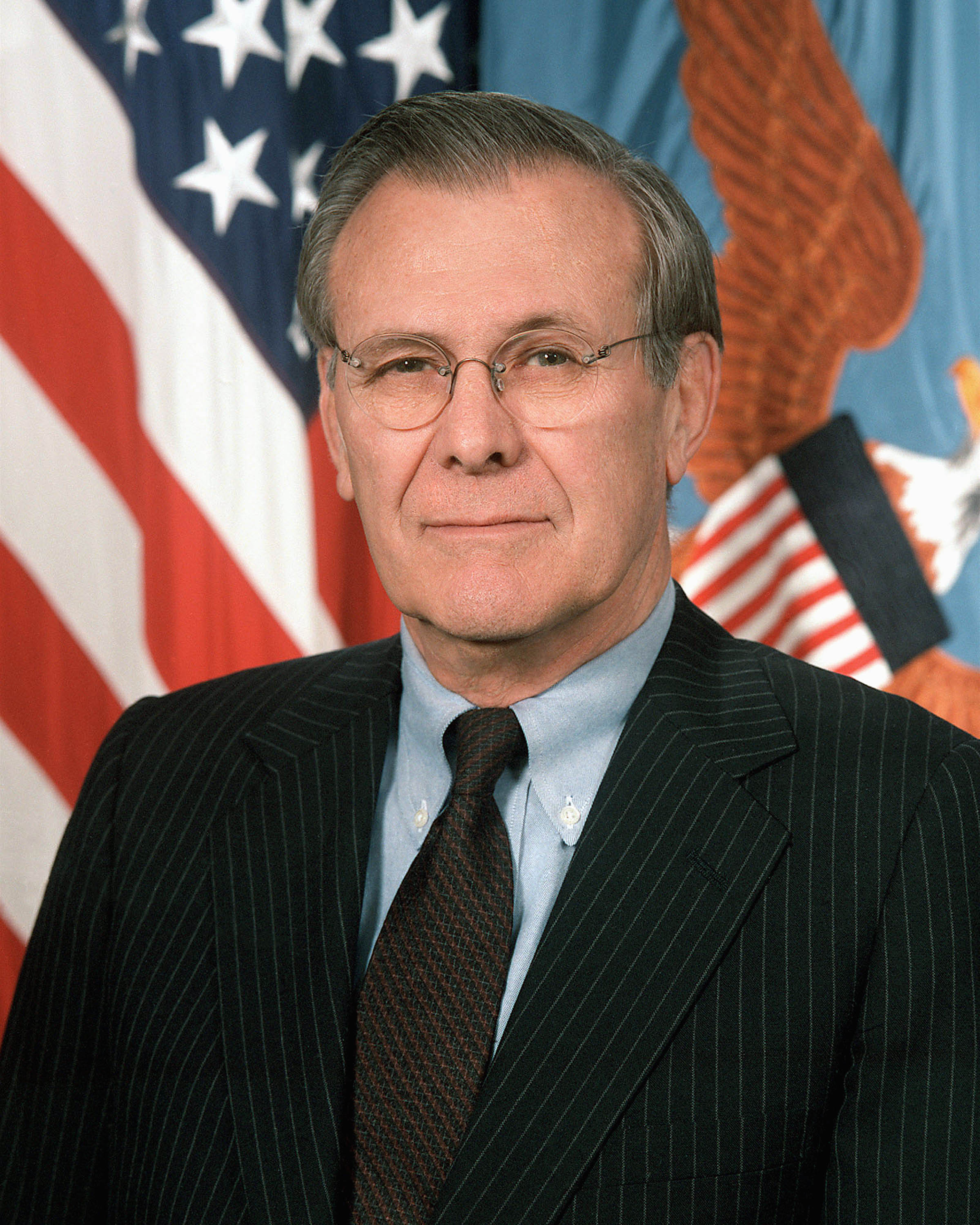
Sekretarz obrony
Donald Rumsfeld

Opracowany przez Dowództwo Strategiczne program uzyskał silne wsparcie sekretarza obrony Donalda Rumsfelda, skutkiem czego Pentagon planował zapoczątkować rozmieszczanie systemu w ciągu 2 lat. W 2006 roku zapoczątkowano program konwencjonalnej modyfikacji systemu Trident (Conventional Trident Modification – CTM), jako najlepsze, niskobudżetowe i krótkoterminowe rozwiązanie, mające zapełnić lukę w możliwościach sił zbrojnych USA, w zakresie szybkiego, konwencjonalnego ataku na cele lądowe. W marcu 2006 roku Departament Obrony Stanów Zjednoczonych ogłosił plan doprowadzenia do wstępnej gotowości operacyjnej (IOC) konwencjonalnie uzbrojonych pocisków D-5, dysponujących możliwościami ataku na cele lądowe porównywalnych z możliwościami klasycznych broni precyzyjnych, przy czym czas przeprowadzenia takiej operacji – licząc z czasem niezbędnym na zatwierdzenie uderzenia przez Prezydenta – nie powinien przekraczać jednej godziny bez względu na miejsce położenia celu. Do debaty budżetowej na rok 2007, Departament Obrony zgłosił zapotrzebowanie na kwotę 127 milionów dolarów, mającą pokryć koszty rozmieszczenia konwencjonalnych głowic w pociskach D-5, jednakże 109-ty Kongres Stanów Zjednoczonych odmówił przydzielenia na program większości z tej kwoty. Program miał w swym założeniu doprowadzić do modyfikacji w ramach CTM dwóch pocisków z każdego aktualnie przenoszących je okrętów, przez wymianę ich głowic nuklearnych na w sumie 96 głowic konwencjonalnych do roku 2010. Miało to zapewnić US Navy możliwość globalnego uderzenia niejądrowego na dowolne cele na Ziemi, bez konieczności fizycznej obecności w regionie.
Istotnym aspektem w zakresie Trident II z głowicami konwencjonalnymi, jest kwestia ostrzeżenia innych państw przed użyciem tego rodzaju broni, w celu zapobieżenia błędnego rozpoznania startu takiego pocisku, jako startu D-5 uzbrojonego w głowice nuklearne. W zamierzeniach Pentagonu, wykorzystać w tym celu miano sprawdzoną od dziesięcioleci procedurę ustaloną dla notyfikacji testowych startów pocisków balistycznych, brano też pod uwagę wprowadzenie zasady, iż jakiekolwiek uderzenie za pomocą Trident CTM, mogłoby być przeprowadzane tylko z mórz, z których trajektoria lotu pocisku do danego celu, nie zbliżałaby się do terytorium Rosji. W 2008 roku, program CTM został jednak anulowany, z zaleceniem rozważenia innych możliwości i technologii ataku typu „prompt”. Doprowadziło to do rozpoczęcia w 2009 roku przez marynarkę programu „Navy Conventional Prompt Global Strike” (CPGS), z wykorzystaniem głowic Kinetic Energy Projectile (KEP).

## Program Life Extension i modernizacje
Pociski Trident II D-5 rozpoczęły służbę bojową w 1990 roku, a ich operacyjne wykorzystywanie przewidziane jest aż do roku 2042, kiedy zostanie być może zastąpiony nowym pociskiem Trident E-6. Podjęto w związku z tym wielomiliardowy program przedłużenia cyklu życia Trident II, w celu zapewnienia im zdolności do użytku oraz technicznej wiarygodności co najmniej do daty wycofania z użytku okrętów Trident, których czas służby również przedłożono z 30 do 45 lat. Według zeznania adm. Jamesa O. Ellisa Juniora – szefa United States Strategic Command przed senacką podkomisją sił zbrojnych z 25 marca 2004 roku, program przedłużenia cyklu życia pocisków Trident II D-5 realizowany jest przez unowocześnienie systemu naprowadzania oraz podzespołów elektronicznych pocisków już rozmieszczonych, a także poprzez produkcję nowych, w celu zapewnienia wiarygodności systemu oraz dla potrzeb testowych, a także w celu zapewnienia wystarczającej liczby pocisków do zapełnienia wyrzutni 12 okrętów SSBN. Po trwających dekadę przygotowaniach do zapewnienia Los Alamos National Laboratory zdolności do produkcji plutonu, 27 września 2007 roku Stany Zjednoczone certyfikowały pierwszą głowicę W88 z ładunkiem zawierającym pluton po raz pierwszy od 18 lat wyprodukowany w Los Alamos. Jakkolwiek program LEP znajduje się w toku, dostawy pierwszych ze 108 przewidzianych tym programem nowych pocisków, rozpocząć się mają w roku 2011, zakończyć zaś w roku 2017.
W ramach odrębnego programu modernizacyjnego opracowano nową wersję silnika trzeciego stopnia pod nazwą Third-Stage Application Program-3 (TSAP-3). Modernizacja ta zmierza do wprowadzenia nowych, równie efektywnych technologii napędu 3 stopnia, który byłyby jednocześnie tańszy w produkcji oraz bieżącym utrzymaniu, w tym nowe paliwo stałe RDX-NEPE oraz nowe wytrzymalsze na ekstremalnie wysokie temperatury materiały.

### Głowica W76 LEP
Life Extension Program objął również modernizację najstarszych obecnie w amerykańskim arsenale jądrowym głowic W76/Mk 4 (W76-0), które zbliżają się już do końca ich konstrukcyjnego „cyklu życia”, poprzez ich odmłodzenie. W wyniku ich odnowienia, wprowadzone mają być ponownie wprowadzone do służby jako W76-1/Mk 4A, oznaczana czasem W76 LEP (Life Extension Programme). Zgodnie z niektórymi raportami, marynarka planowała początkowo odmłodzenie około 25% głowic W76, z czasem jednak planowany odsetek wzrósł do ponad 60%. Program w tym zakresie zapoczątkowany został już w 1998 roku przeprowadzonymi na zlecenie Nuclear Weapons Council pracami studialnymi. Po kilku latach rozwoju, w grudniu 2002 roku, przeprowadzono pierwszy test w locie zmodernizowanej głowicy, za pomocą pocisku wystrzelonego z USS „Nevada”. Po kilku przeprowadzonych w następnych latach testach, w 2008 roku dostarczono marynarce pierwszy egzemplarz produkcyjny głowicy W76-1. Na rok 2012 przewidziane jest ukończenie programu dostaw głowicy w wersji W76-1/Mk 4A Block 1, w roku 2012 natomiast zakończone mają być dostawy finalnej wersji W76-1/Mk 4A LEP. Program W76 LEP budzi jednak kontrowersje natury technicznej, związane zarówno z dostępnością nieprodukowanych już dziś niektórych zastosowanych w budowie W76 materiałów, jak też – według opinii niektórych ekspertów – wiarygodnością odmłodzonej głowicy. Według nich bowiem nawet taka zrewitalizowana głowica nie gwarantuje, że w razie konieczności użycia eksploduje nad celem z oczekiwana mocą.
W roku 2004 wdrożono program Enhanced Effectiveness (E2) – ulepszeń systemu naprowadzania i kontroli prowadzący do redukcji marginesu błędu celności (CEP) pocisku z głowicą W76 do około 10 metrów. Testy w latach 2002 oraz 2005 dowiodły natomiast zdolności głowicy do zmian trajektorii w zakresie kierunku, zasięgu oraz wysokości lotu.

### Głowica RRW
Obecnie każdy pocisk D-5 przenosi mniejszą liczbę głowic niż konstrukcyjnie dopuszczalna, toteż programy modernizacyjne – z punktu widzenia masy przenoszonego przez pocisk ładunku – dysponują sporym marginesem swobody w unowocześnianiu głowic. W szczególności dotyczy to prac prowadzonych w ramach programu Reliable Replacement Warhead (RRW), zmierzającego do opracowania nowej głowicy zastępującej głowice znajdujące się w posiadaniu wszystkich rodzajów amerykańskich sił zbrojnych – bez przeprowadzania naruszających jednostronne amerykańskie moratorium na próbne eksplozje nuklearne testów jądrowych. W zakresie potrzeb marynarki wojennej program RRW prowadzić ma do zastąpienia głowic W76 nową głowicą WR1 o takiej samej mocy 100 kt, jednakże o wyższej masie, dorównującej wadze głowicy W88 o mocy 475 kt. Oznacza to zmniejszenie stosunku mocy na jednostkę masy w relacji do starszych głowic. Dodatkowa masa wynika z zastosowania nowych rozwiązań konstrukcyjnych, zmierzających do ulepszenia systemu kontroli, przekroczenia ustalonych wymagań minimalnych, łatwości produkcji, itp.. Całość prac nad RRW dla Trident obejmowała m.in. systemy uzbrajania głowicy, fuzji termojądrowej oraz pomocnicze typy reentry body, a także integrację RRW z pociskiem Trident D-5.
Program głowicy WR1, podobnie jak cały program RRW, napotyka jednak na trudności natury politycznej w Kongresie Stanów Zjednoczonych – gdzie ma zarówno swoich zwolenników, jak i przeciwników. Jak twierdzą zwolennicy kontynuowania prac nad WR1, konstrukcja tej głowicy oferuje konieczność ponoszenia mniejszych kosztów jej utrzymania w cyklu życia, oparta jest na łatwych w produkcji i mniej niebezpiecznych materiałach oraz ma niższy koszt produkcji. Także zastosowane w niej ulepszone systemy kontroli użycia oraz zabezpieczeń, zmniejszają koszty fizycznej ochrony bezpieczeństwa głowic. Podnoszą również, iż użycie w budowie nowej głowicy mniejszej ilości niebezpiecznych materiałów oraz sama ułatwiająca rozłożenie głowicy konstrukcja, zmniejszy także koszt jej przyszłego demontażu. Zwolennicy programu RRW wyrażają również obawy o koszt utrzymania istniejących głowic – dla przykładu, wiele materiałów użytych przy budowie dotychczasowych głowic nie jest już w dzisiejszych czasach komercyjnie dostępne, a opracowanie ich zamienników lub ponowne opracowanie technologii ich produkcji, pociągnie za sobą dodatkowe duże koszty. Z drugiej strony, zdaniem nawet niektórych wysoko postawionych przedstawicieli programu RRW, aktualne głowice W76 LEP są satysfakcjonujące. Jak stwierdził Barry Hannah – przewodniczący RRW Project Officers Group – projekt konwersji oryginalnych W76-0 do W76-1 jest doskonałym programem w zakresie technologii, terminu wykonania jak i kosztu, zaś odmłodzone głowice zaspokajają potrzeby marynarki nie wprowadzając przy tym elementu ryzyka związanego z nowa konstrukcją, która nie zostanie przetestowana w próbnych eksplozjach jądrowych. Hannah podkreślił także, że głowice WR1 dostępne będą dopiero około roku 2020, gdy tymczasem marynarka potrzebuje wiarygodnych głowic dla pocisków SLBM już aktualnie. W wyniku przeprowadzonej w Kongresie debaty, parlament anulował środki przeznaczone na RRW, zamykając tym samym cały program. Wkrótce jednak Kongres spowodował rozpoczęcie nowego programu badawczego opartego na wynikach dotychczasowych prac nad RRW, ponownie otwierając tym samym drogę do opracowania nowej głowicy.

## Przyszłość systemu Trident
W 2009 roku marynarka wojenna Stanów Zjednoczonych dysponowała flotą 14 strategicznych okrętów podwodnych typu Trident/Ohio, przenoszących pociski Trident II D-5. Ostatnie jednak analizy określają zapotrzebowanie US Navy na tego typu okręty na poziomie 12 jednostek, i w tej liczbie okręty te mają dotrwać do roku 2027, kiedy planowane jest rozpoczęcie procesu wycofywania ich ze służby. Jak wynika z najnowszych informacji amerykańskiego Departamentu Obrony, w roku 2025 ma się rozpocząć proces przekazywania do służby nowego typu podwodnych jednostek przenoszących pociski balistyczne, opracowywanych w ramach Ohio-class Replacement Program.

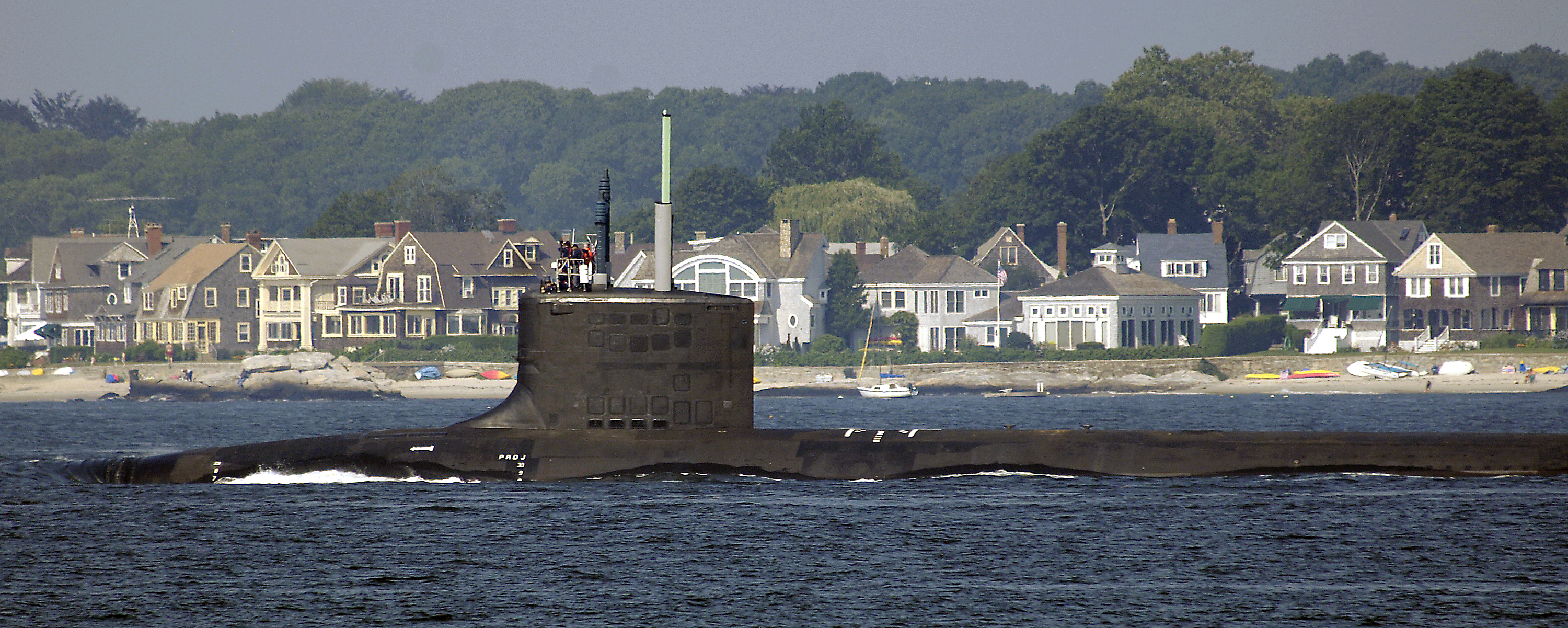
USS „New Hampshire” typu Virginia NSSN, potencjalny pierwowzór okrętów SSBN-X

Do niedawna jeszcze, rozważane były dwie koncepcje okrętów SSBN-X – w myśl pierwszej z nich, nowe okręty oparte miały być na przeprowadzanym, jak już dziś wiadomo, z sukcesem programie wielozadaniowych okrętów podwodnych typu Virginia, w myśl drugiej zaś koncepcji, powstać miały całkowicie nowe – dedykowane – jednostki, od początku konstruowane jako nowe okręty balistyczne. Według najnowszych informacji, najprawdopodobniej będą to ostatecznie jednostki oparte na okrętach typu Virginia, przy czym w odróżnieniu od współczesnych okrętów systemu Trident, przenosić będą nie 24, lecz 16 pocisków, co stanowi w tym zakresie powrót do konstrukcji okrętów Polaris/Poseidon. Dotychczas prowadzone były jedynie analizy i inne prace studialne nad nowymi okrętami, w których obok marynarki wojennej uczestniczyły także stocznie Electric Boat i Newport News, 6 kwietnia 2009 roku jednakże sekretarz obrony Stanów Zjednoczonych Robert Gates w trakcie prezentacji planów budżetowych na rok 2010 zapowiedział oficjalne uruchomienie programu nowych okrętów SSBN. Zgodnie z tą prezentacją, w projekcie budżetu US Navy na rok 2010 znajdzie się również kwota 560 milionów dolarów na zapoczątkowanie programu “Advanced Submarine System Development” zmierzającego do konstrukcji i przygotowania budowy następców okrętów systemu Trident.
Wprowadzenie do służby nowego typu okrętów wiązać się będzie najprawdopodobniej z koniecznością wprowadzenia do służby nowego typu pocisków SLBM. Może to pociągnąć za sobą rozwój projektu następcy Trident D-5 – Trident E-6, albo też pocisku według zupełnie nowej koncepcji. Tymczasem jednak brak jest publicznie dostępnych materiałów przybliżających w szczegółach nowy system rakietowy.